# Розничная торговля КНР

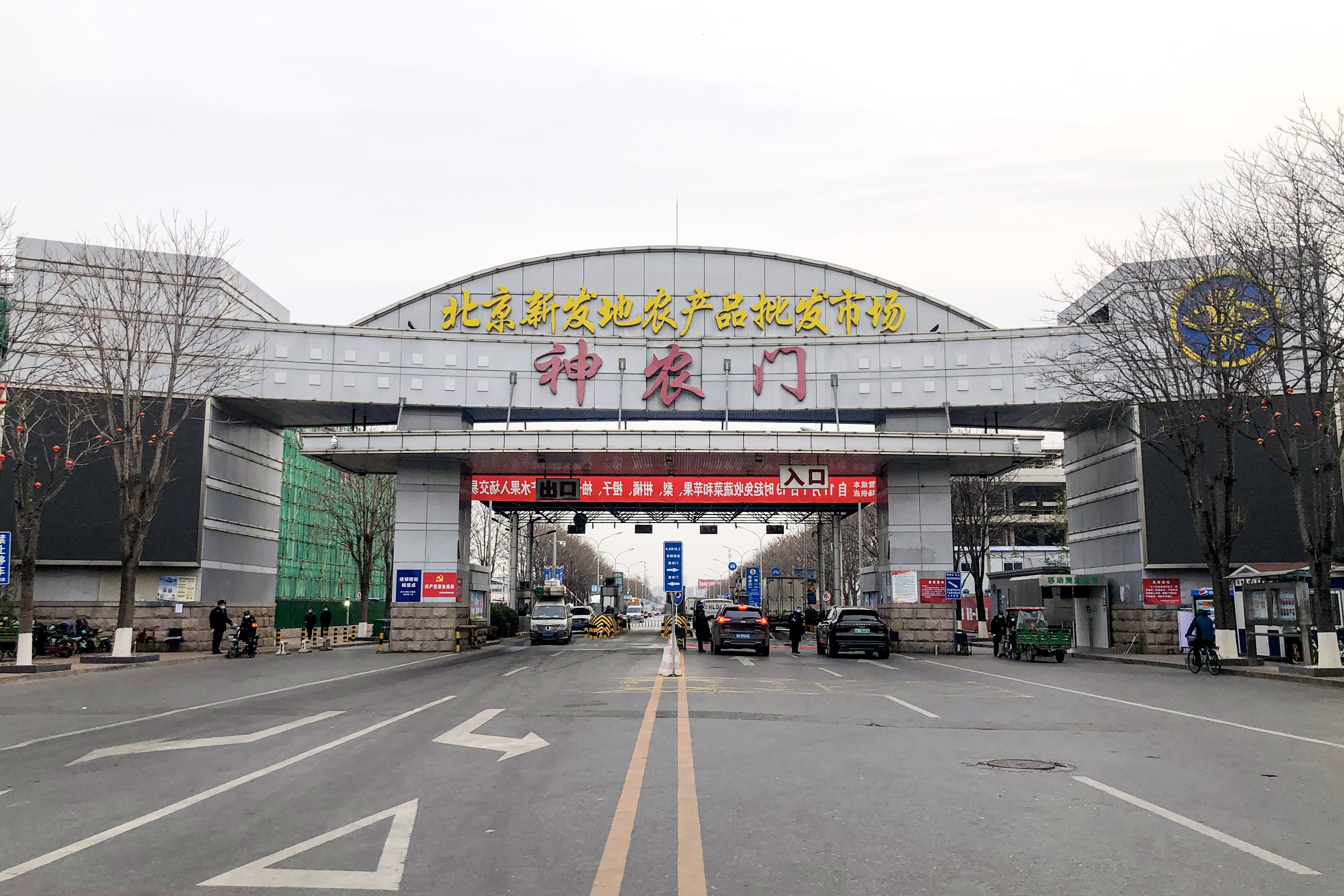
Синьфади — крупнейший рынок Пекина

Розничная торговля Китая — отрасль экономики КНР, которая реализует товары и услуги непосредственно потребителям. Начиная с эпохи реформ и открытости розничная торговля Китая перешла от старых форматов торговли (уличные рынки, государственные гастрономы и семейные лавки) к современным форматам (сетевые гипермаркеты и супермаркеты, многофункциональные торгово-развлекательные комплексы, объединяющие под одной крышей магазины, фуд-корты, кинотеатры, фитнес-клубы и другие заведения). 
Большое значение для развития розничной торговли имел выход в 1990-х годах на китайский рынок западных торговых гигантов, таких как Walmart, Carrefour, Metro и IKEA. 2010-е годы ознаменовались стремительным ростом китайских гигантов электронной коммерции, таких как Alibaba Group, JD.com, Suning и Tencent, которые создали собственные платёжные, логистические и розничные системы.
По обороту розничной торговли среди провинций лидируют Гуандун, Цзянсу, Шаньдун, Чжэцзян и Хэнань, среди городов — Шанхай, Пекин, Шэньчжэнь, Гуанчжоу и Чунцин.

## История

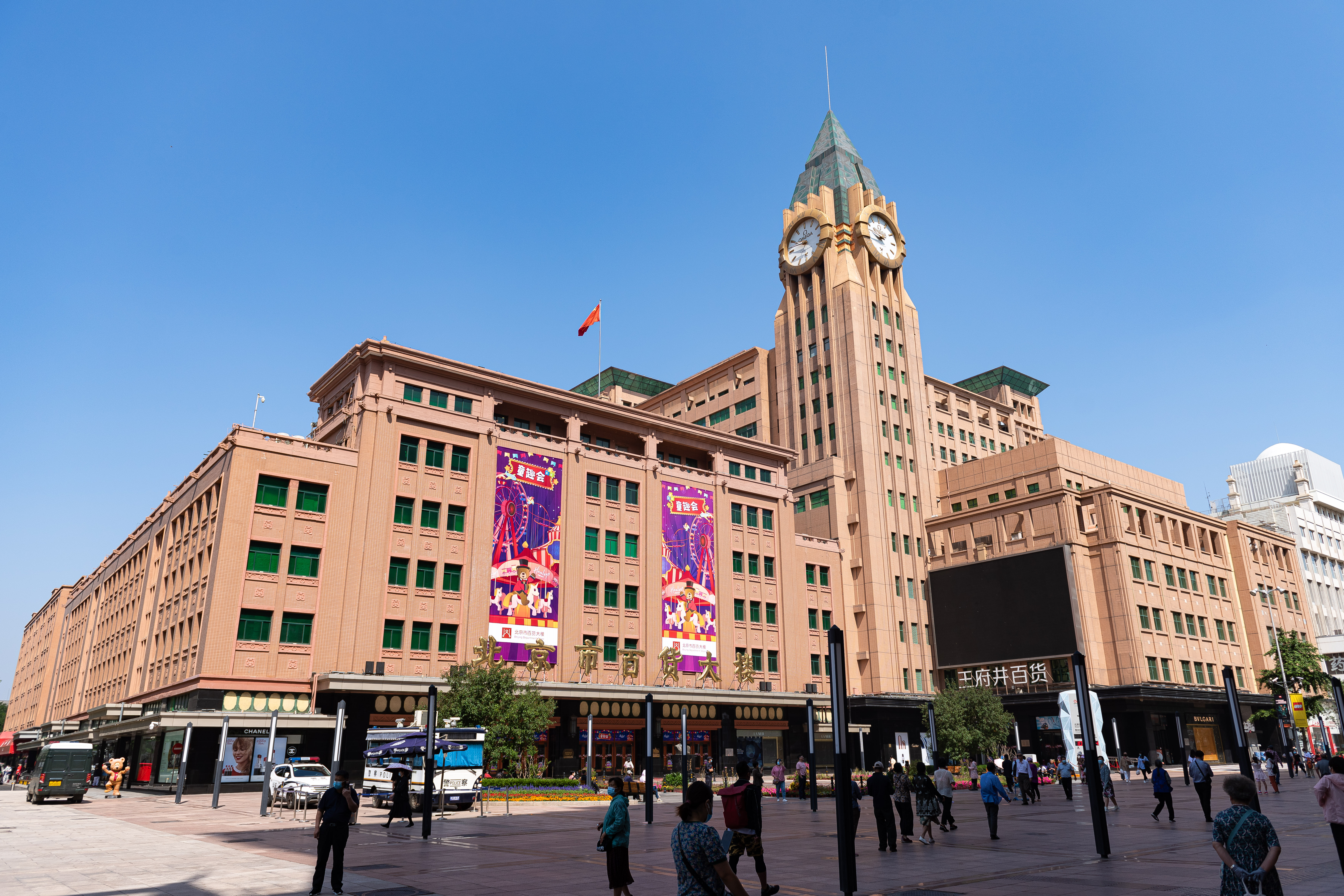
Универмаг Wangfujing в Пекине

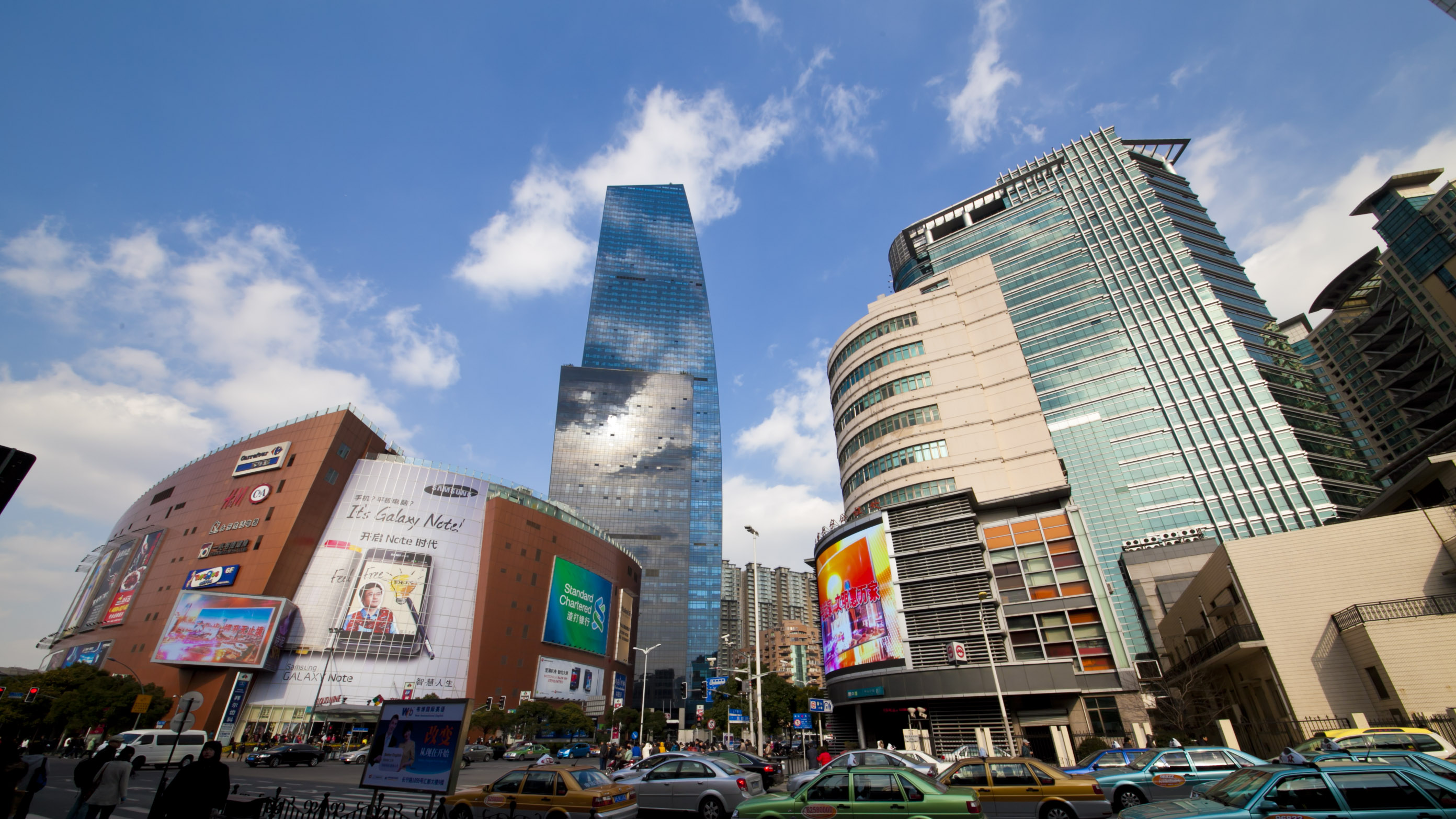
Торгово-офисный комплекс Longemont в Шанхае

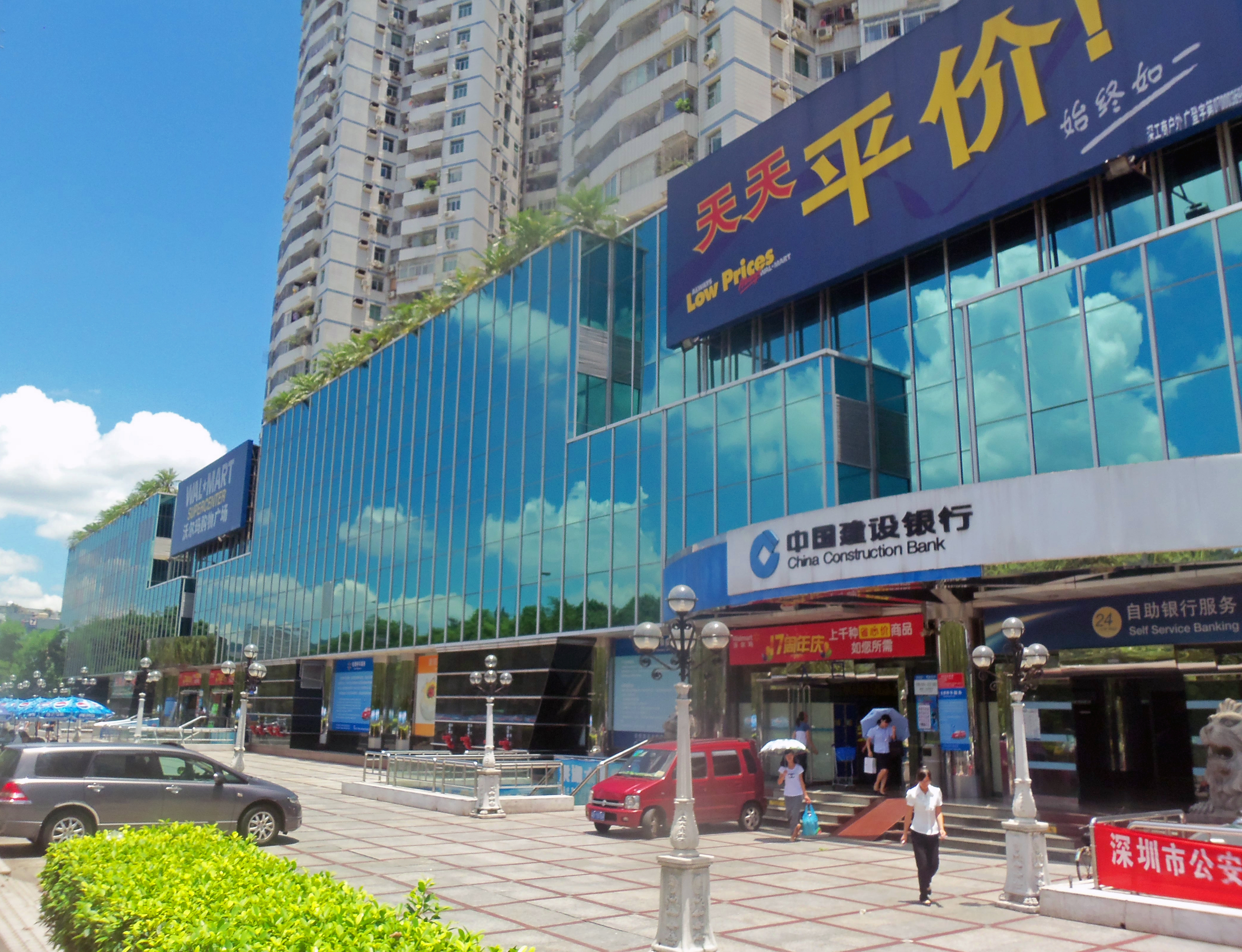
Супермаркет Walmart в Шэньчжэне

В 2016 году розничный рынок Китая (4,886 трлн долларов) обошёл розничный рынок США (4,823 трлн долларов) и с тех пор является крупнейшим в мире по объёму продаж. В том же году китайский розничный рынок электронной коммерции (899,09 млрд долларов) составил 47 % мирового рынка. 
В 2017 году розничные продажи увеличились на 10,2 % и составили 32,7 трлн юаней (4,5 трлн долларов); в стране насчитывалось 19,38 млн розничных магазинов. Объемы продаж 100 крупнейших розничных сетей Китая достигли 6,1 трлн юаней (805 млрд долларов), увеличившись на 26 % в годовом исчислении. На них пришлось 16,6 % от общего объёма розничных продаж страны. Розничные продажи в сельских районах Китая увеличились на 39,1 % и достигли 1,2 трлн юаней (174 млрд долларов). 
В 2018 году общие продажи 100 крупнейших ритейлеров Китая превысили 7 трлн юаней (982,68 млрд долл.). Крупнейшими компаниями оказались Tmall (2,452 трлн юаней), JD.com (1,676 млрд юаней), Pinduoduo (471,6 млрд юаней), Suning Commerce Group (336,7 млрд юаней), Dashang Group (300,3 млрд юаней), GOME (138,2 млрд юаней) и CR Vanguard (101,25 млрд юаней).
В 2019 году Suning International Group (дочерняя компания Suning Commerce Group) приобрела 80 % акций торговой сети Carrefour China; французская группа Carrefour сохранила за собой 20 % акций. По состоянию на 2020 год крупнейшими торговыми сетями Китая были Suning Commerce Group (416,3 млрд юаней), GOME Electrical Appliances (140,7 млрд юаней), Red Star Macalline (108 млрд юаней), Yonghui Superstores (104,5 млрд юаней), Sun Art Retail Group (95,5 млрд юаней), CR Vanguard (87,8 млрд юаней), Walmart China (87,4 млрд юаней), Easy Joy (80,6 млрд юаней), Easyhome (65,7 млрд юаней) и Wumart Stores (62,9 млрд юаней).
С 2012 по 2020 года общий объём розничных продаж потребительских товаров в Китае увеличился с 20,6 трлн юаней (3,18 трлн долл. США) до 39,2 трлн юаней (6,05 трлн долл. США). В 2020 году из-за пандемии COVID-19 розничные продажи упали в Китае на 3,9 % в годовом исчислении. По итогам 2021 года розничные продажи потребительских товаров в Китае достигли 44,08 трлн юаней (6,93 трлн долларов США), увеличившись на 12,5 % в годовом исчислении. Розничные продажи в городах составили 38,16 трлн юаней (+ 12,5 % в годовом исчислении), в то время как продажи в сельской местности составили 5,93 трлн юаней (+ 12,1 % в годовом исчислении). Розничные онлайн-продажи превысили 13 трлн юаней (+ 14,1 % в годовом исчислении). Конечное потребление внесло 65,4 % в экономический рост Китая, что свидетельствует о важной роли внутреннего рынка.
По итогам 2021 года из-за неблагоприятных факторов, таких как эпидемия COVID-19, 100 крупнейших китайских предприятий розничной торговли отметили уменьшение потока покупателей и средней цены чека на клиента. Объем продаж вышеупомянутых 100 предприятий уменьшился на 2,6 % в годовом исчислении до 907,6 млрд юаней. В 2023 году общий доход индустрия общественного питания Китая достиг 5,29 трлн юаней (743 млрд долларов США). В стране насчитывалось 15,73 млн предприятий общественного питания, из которых более 4,1 млн были созданы в 2023 году.

## Форматы
Крупнейшим игроком на розничном рынке Китая является Alibaba Group, которая владеет долями в компаниях Suning Commerce Group, Sun Art Retail Group, Bailian Group и Easyhome, а также контролирует сеть универмагов Intime Retail и сеть супермаркетов Freshhema. Далее следуют такие компании, как China Resources (сеть супермаркетов CR Vanguard), Walmart (сети Walmart и Sam's Club), Carrefour, Yonghui Group (её акционерами являются JD.com и Tencent) и Wumart Stores (сети Wumart, Dmall и Metro China).

### Супермаркеты и гипермаркеты

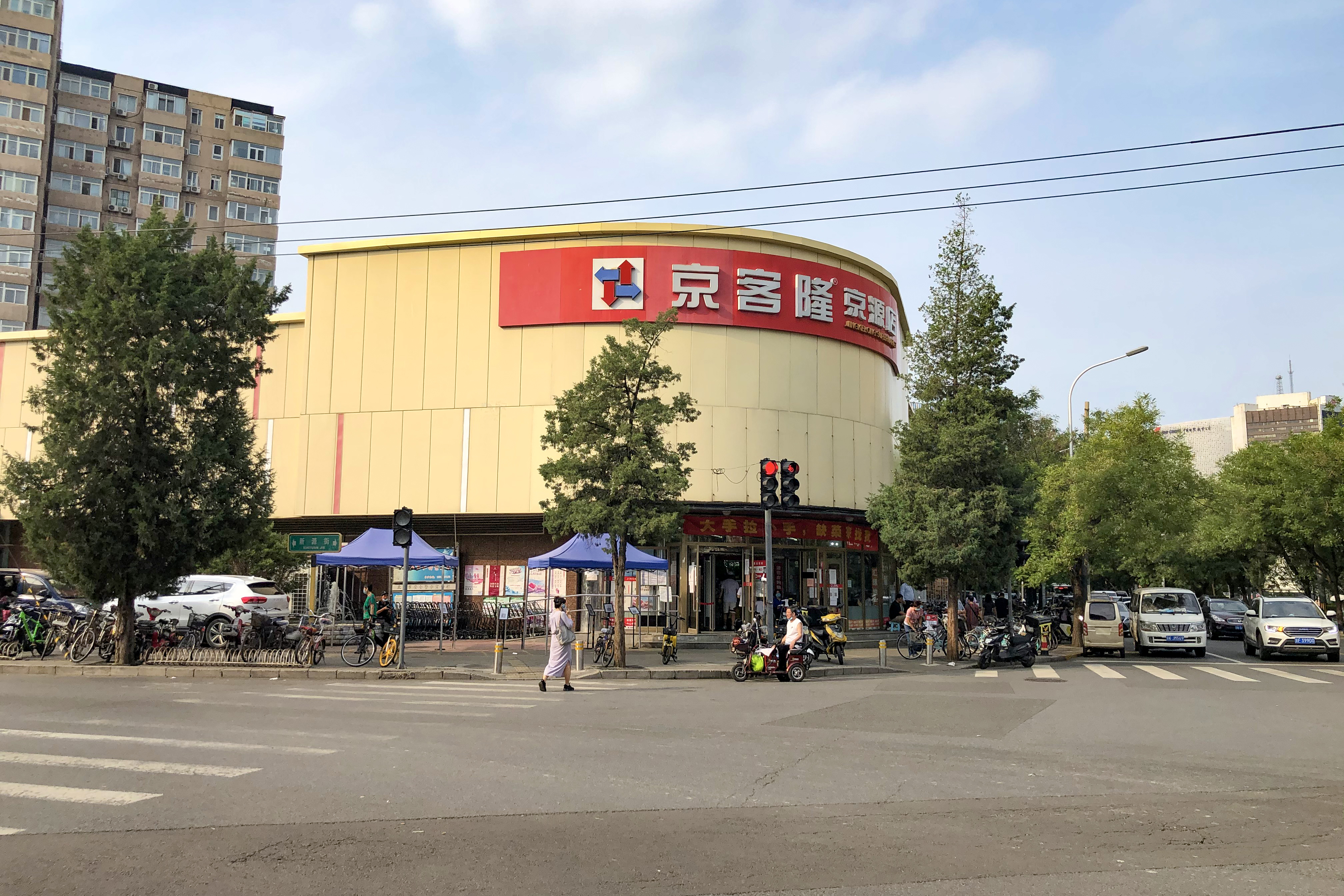
Супермаркет Jingkelong в Пекине

На рынке супермаркетов и гипермаркетов представлены такие крупные сетевые компании, как Sun Art Retail Group (сети Auchan и RT-Mart), CR Vanguard (сети Vanguard и Ole'), Walmart China (сети Walmart и Sam’s Club), Yonghui Group (сеть Yonghui Superstores), Carrefour China (сети Carrefour и Carrefour Le Marche), Bailian Group (сеть Lianhua), Jingkelong, WSL Group, Wumart Stores, Jardine Matheson (сеть Wellcome), A.S. Watson Group (сеть PARKnSHOP), City’super, Lotte Mart, SPAR China, Aldi China и Chaoshifa.
По итогам 2019 года крупнейшими сетями супермаркетов являлись:
- CR Vanguard (продажи 95,1 млрд юаней, 3234 магазина)
- RT-Mart (продажи 94,7 млрд юаней, 414 магазинов)
- Yonghui Superstores (продажи 93,2 млрд юаней, 1440 магазинов)
- Walmart China (продажи 82,3 млрд юаней, 442 магазина)
- Lianhua Supermarket (продажи 54,6 млрд юаней, 3381 магазин)
- Freshhema (продажи 40 млрд юаней, 250 магазинов)
- Wumart Stores (продажи 37,9 млрд юаней, 475 магазинов)
- Carrefour China (продажи 31,3 млрд юаней, 233 магазина)
- Jiajiayue (продажи 27,6 млрд юаней, 755 магазинов)
- Hyper-mart (продажи 24,2 млрд юаней, 355 магазинов)

### Торговые центры

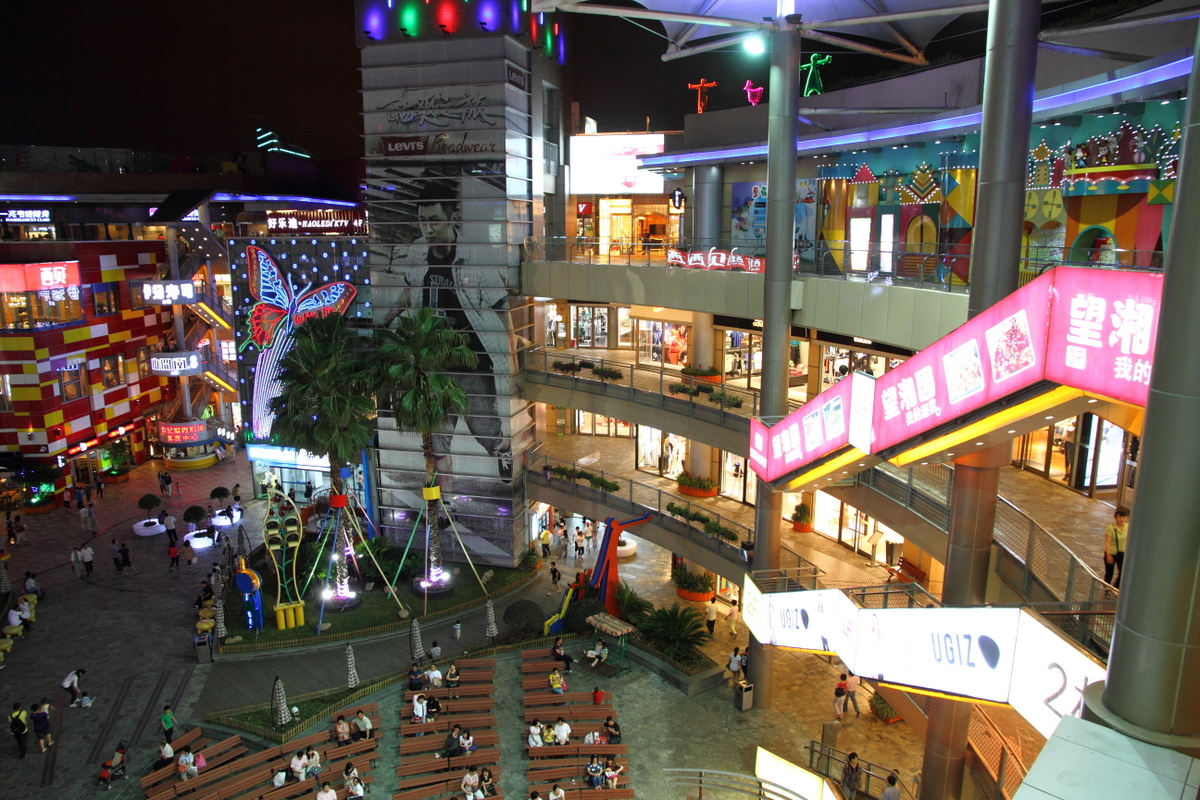
Торговый центр Bailian Xijiao в Шанхае

Торговыми центрами владеют как крупные застройщики коммерческой недвижимости, так и специализированные торговые компании. Застройщики владеют торговыми центрами преимущественно в составе крупных офисных или жилых комплексов, а торговые сети инвестируют в многофункциональные торгово-развлекательные центры на окраинах городов. В секторе торговой недвижимости представлены многие крупнейшие китайские и международные операторы, в том числе Beijing Hualian Group, China Resources Land, Wanda Group, Longfor Group, In Time Properties, Joy City Property, Bailian Group, Swire Properties, Sun Hung Kai Properties, Kerry Properties, Link Real Estate Investment Trust, New World Development, Beijing Cuiwei Tower, Aeon, Lotte Department Store, CapitaLand и Ito-Yokado.

### Торговые улицы

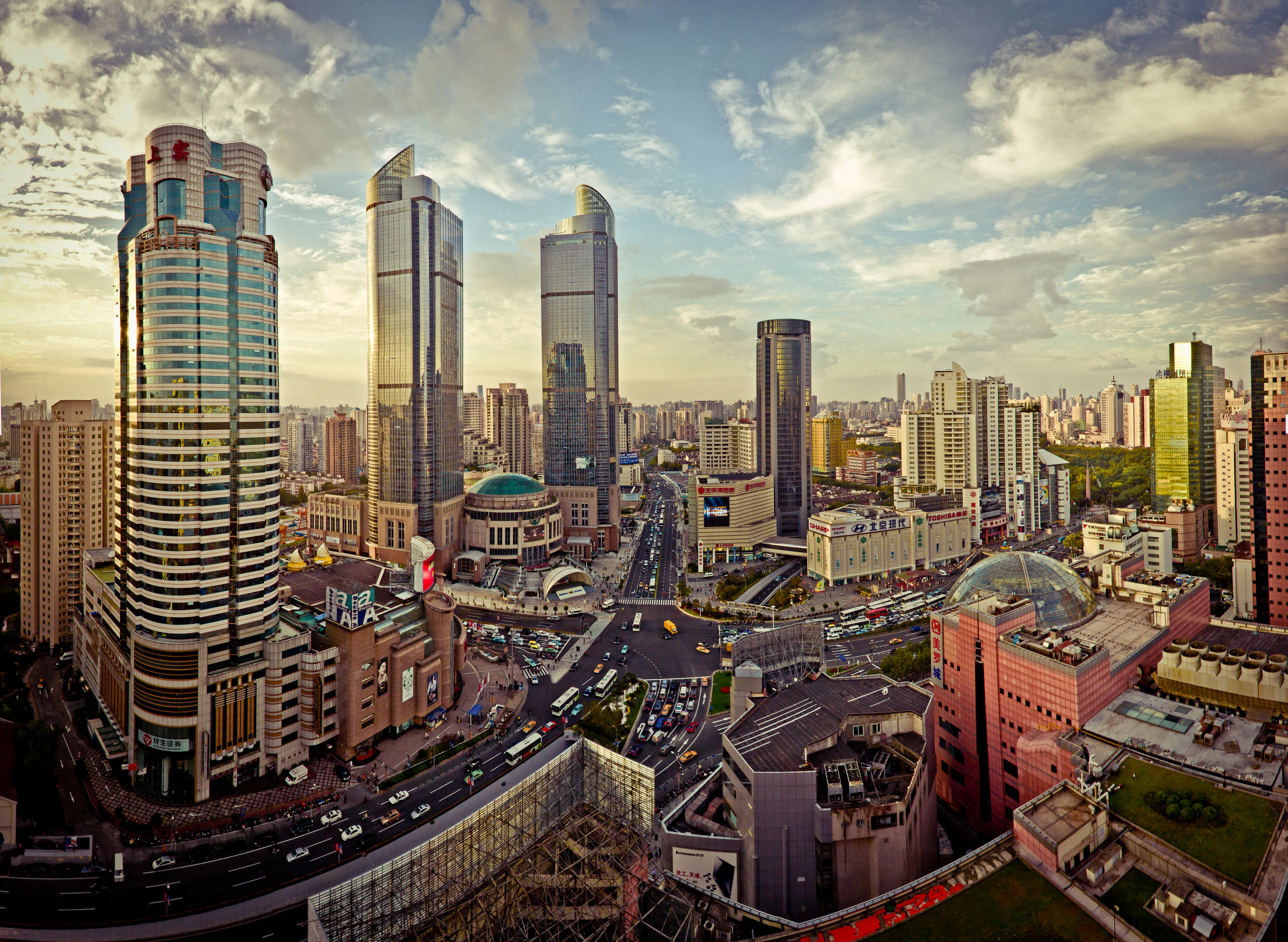
Торговый квартал Сюйцзяхой в Шанхае

В больших китайских городах популярен формат пешеходных торговых улиц и кварталов. Обычно на них самая дорогая арендная плата за квадратный метр торговой недвижимости и представлены самые дорогие бренды мира. К самым популярным относятся Наньцзинлу, Синьтяньди и Сюйцзяхой (Шанхай), Ванфуцзин (Пекин), Шансяцзу (Гуанчжоу), Хуацянбэй (Шэньчжэнь), Цзефанбэй (Чунцин), Чуньсилу (Чэнду), Натан-роуд (Гонконг).

### Универмаги
На рынке универмагов лидируют китайские сети Dashang Group, Intime, Springland International, Maoye International, Jiuguang, Wangfujing Group, New World, Lane Crawford, WSL Group, а также японские сети Mitsukoshi и JUSCO, тайваньская сеть Pacific Sogo и малайзийская сеть Parkson.

### Универсамы и магазины у дома

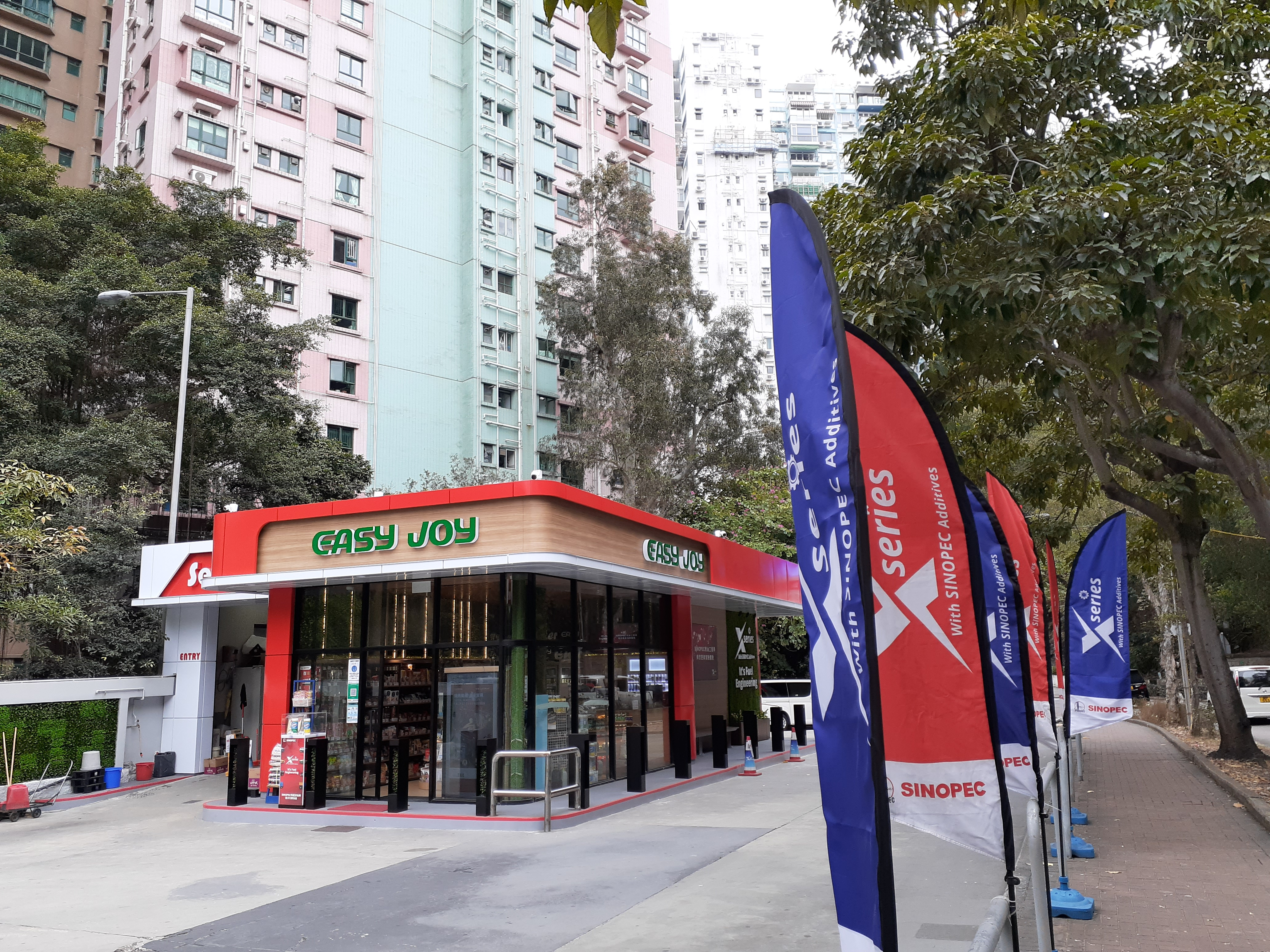
Магазин Easy Joy на заправке в Гонконге

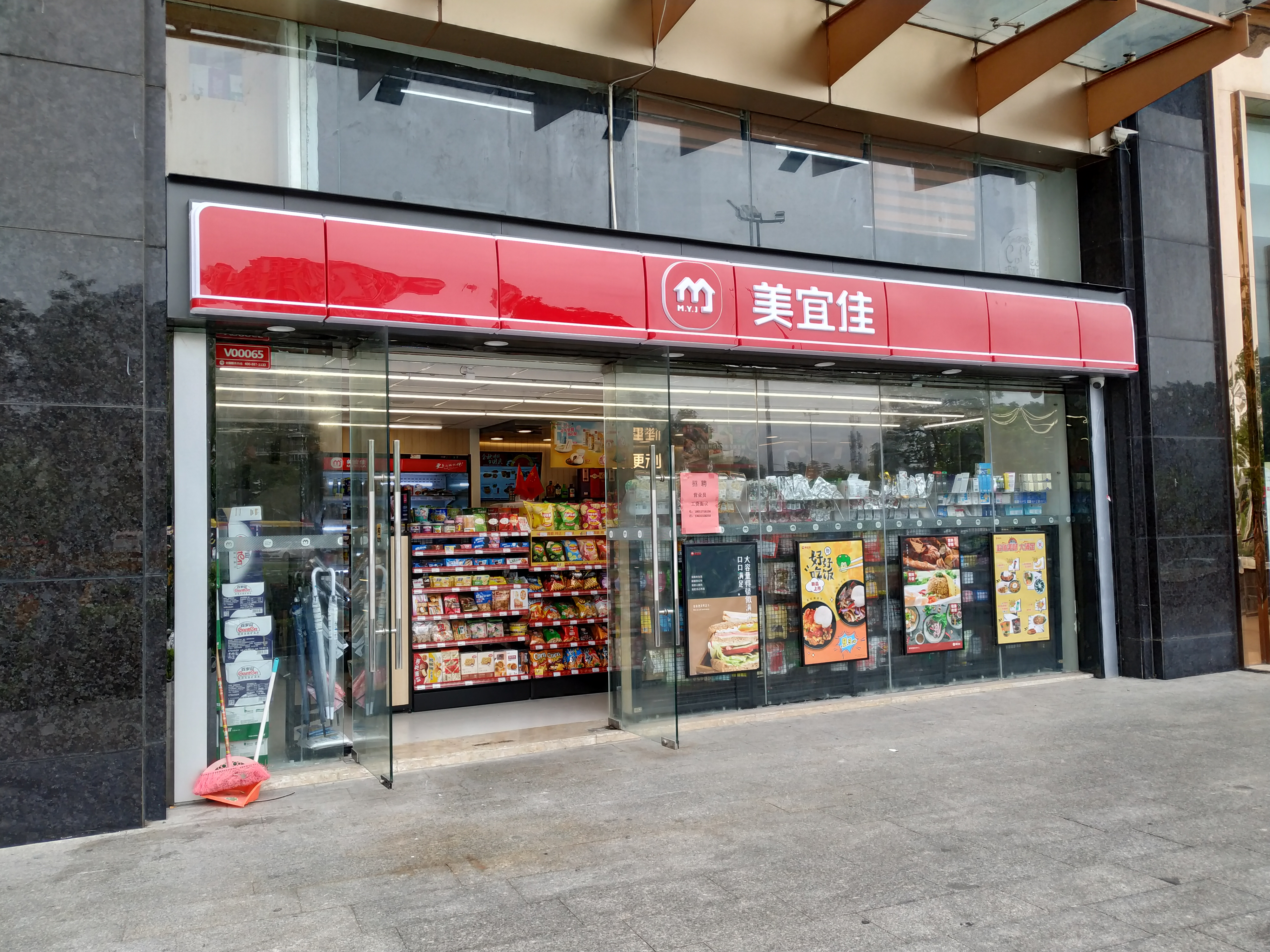
Магазин Meiyijia в Гуанчжоу

По состоянию на 2020 год в Китае работало около 193 тыс. магазинов у дома и магазинов на автозаправочных станциях. Объём продаж брендовых сетей магазинов у дома достиг 296,1 млрд юаней (46,08 млрд долл.), что на 6 % больше по сравнению с 2019 годом.
Среди крупнейших компаний, работающих в секторе средних и малых форматов (небольшие универсамы, гастрономы, магазины у дома и магазины на автозаправке), лидируют Easy Joy, uSmile, Meiyijia, Tianfu, CR Vanguard (сети VanGO, V+ и Voi_la!) и Qiandama. Широко представлены на рынке франчайзинговые сети японских компаний Lawson, FamilyMart, 7-Eleven и Ministop, а также французская сеть Relay. На рынке свежих овощей и фруктов лидируют две торговые сети — Pagoda и Xianfeng.
По итогам 2020 года крупнейшими сетями магазинов у дома были:
- Easy Joy (27600 магазинов)
- Meiyijia (22394 магазина)
- uSmile (20212 магазинов)
- Tianfu (5808 магазинов)
- Lawson (3256 магазинов)
- Family Mart (2967 магазинов)
- 7-Eleven (2387 магазинов)
- CF365 (2358 магазинов)
- Fook (2021 магазин)
- Bilibee (2000 магазинов)

В 2021 году в Китае насчитывалось более 250 тыс. минимаркетов, а их общий объём продаж составил около 349,2 млрд юаней (50,53 млрд долл. США). Более 80 % минимаркетов создали системы лояльности и оказывали онлайн-услуги; у многих минимаркетов выросли продажи готовых к употреблению продуктов питания и напитков (прежде всего кофе). 
По состоянию на февраль 2022 года в Китае насчитывалось более 450 тыс. чайных магазинов, а объём рынка чайных напитков, которые готовят по заказам клиентов, превышал 50 млрд юаней (7,91 млрд долл. США). Крупным игроком на чайном рынке выступает компания Hey Tea (Шэньчжэнь), которая управляет сетью из 900 магазинов в 70 городах по всей стране.

### Магазины одежды и обуви

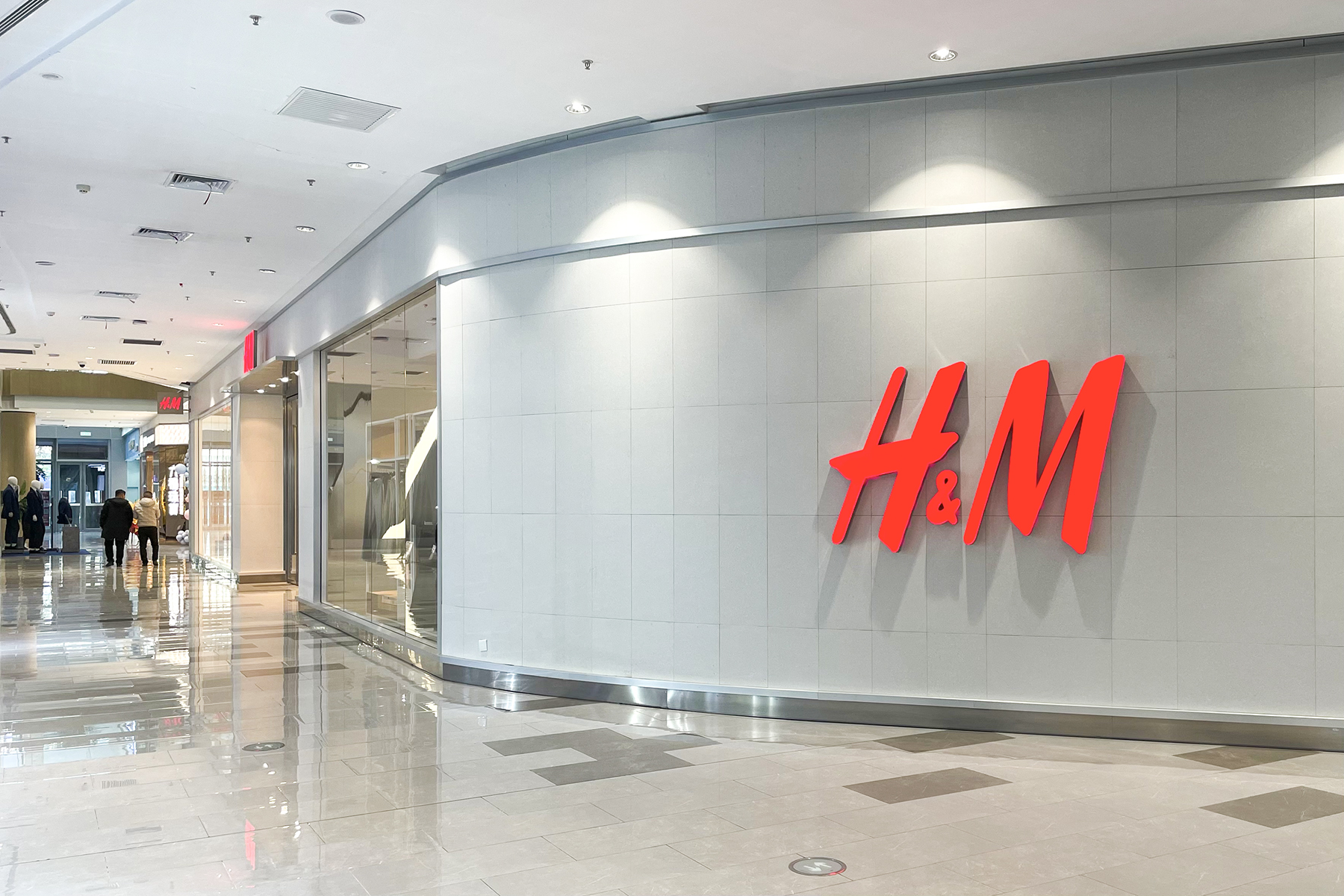
Магазин H&M в Чжэнчжоу

Крупнейшими китайскими сетями монобрендовых магазинов одежды и обуви являются Semir (8,5 тыс. магазинов), Heilan / HLA (7,54 тыс.), Peacebird (4,6 тыс.), Youngor, Bosideng, Septwolves, Metersbonwe, Anta Sports, Li-Ning, Belle, Giordano, Bossini, Celucasn и Saint Angelo.
Крупнейшими иностранными сетями монобрендовых магазинов одежды и обуви являются Nike, Adidas, Uniqlo, Jack & Jones, Skechers, H&M, Zara, Gap, Esprit, Jeanswest, C&A, Forever 21, Pull & Bear, Bershka, Puma, Fila, New Balance, Champion, Guess, Tommy Hilfiger, Calvin Klein, Hugo Boss и Escada. Среди люксовых сетей лидируют группы LVMH (бренды Christian Dior, Louis Vuitton, Givenchy, Fendi, Loewe, Kenzo, Berluti, Céline, Loro Piana, Off-White, Emilio Pucci, Marc Jacobs, Stella McCartney, Patou), Kering (бренды Gucci, Yves Saint Laurent, Balenciaga, Bottega Veneta, Brioni, Alexander McQueen) и Prada (бренды Prada, Miu Miu, Church's, Car Shoe).

### Магазины электроники
Китайский рынок потребительской электроники в 2013 году обогнал рынок США и с тех пор является крупнейшим в мире. В 2019 году рынок потребительской электроники Китая, включая продажи смартфонов, смарт-часов, ноутбуков, планшетов, телевизоров, фото и видеокамер, наушников и так далее, достиг 126 млрд юаней.
На рынке бытовой электротехники и электроники (телевизоры, компьютеры, ноутбуки, планшеты, смартфоны, фотоаппараты, видеокамеры, холодильники, стиральные и посудомоечные машины, микроволновые печи, электрочайники, тостеры, мультиварки, утюги, фены, пылесосы, вентиляторы, электрообогреватели) лидируют две большие сети — Suning (включая сети Suning Tesco и Citicall) и GOME. Другими сетями владеют компании Best Buy (Five Star), Shenzhen Aisidi, Telling Telecom Holding, WSL Group, VST Holdings, A.S. Watson Group (Fortress).
Многие производители бытовой электроники имеют собственные или франчайзинговые мультибрендовые розничные сети (Apple, Samsung, Sony, Panasonic, Xiaomi, Huawei, TCL, Lenovo, OPPO, Midea, Haier, Hisense, Gree Electric).

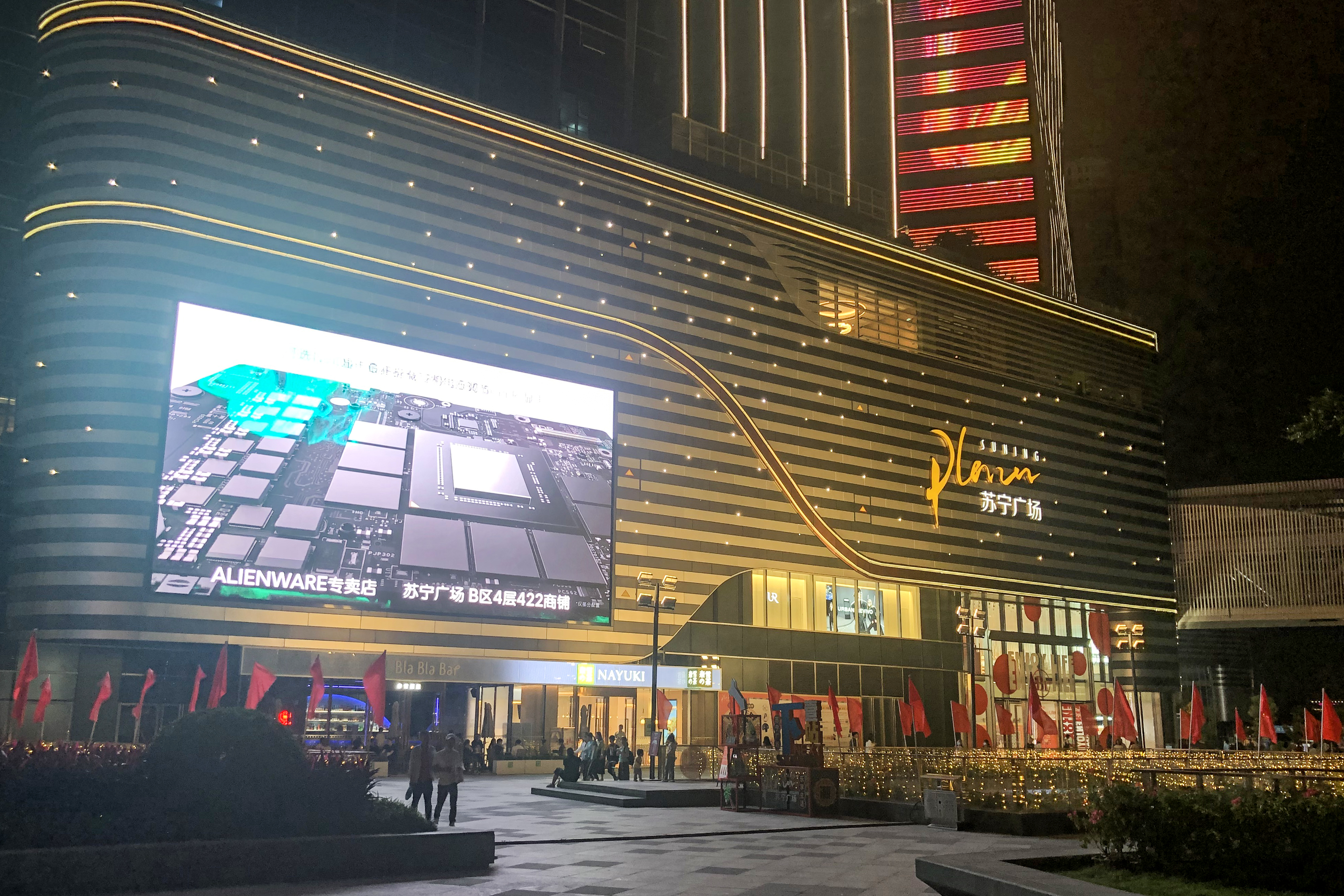
Suning Plaza
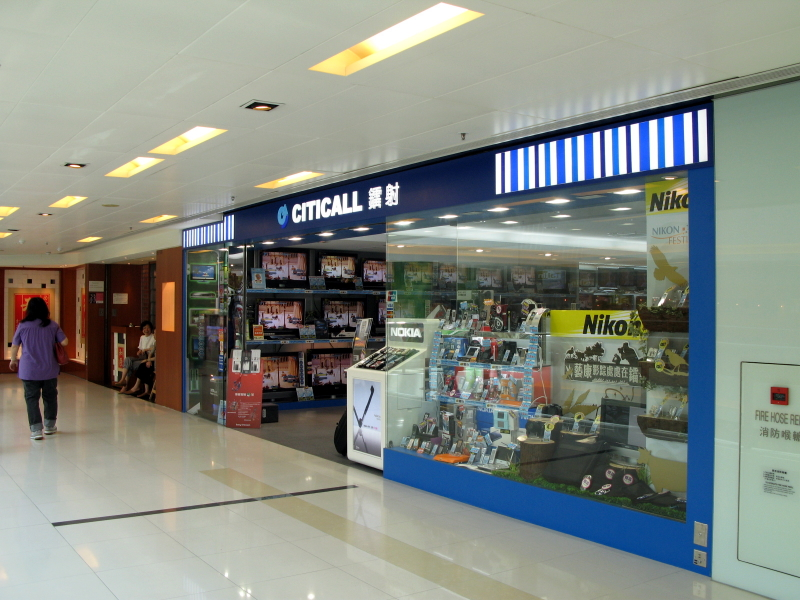
Citicall
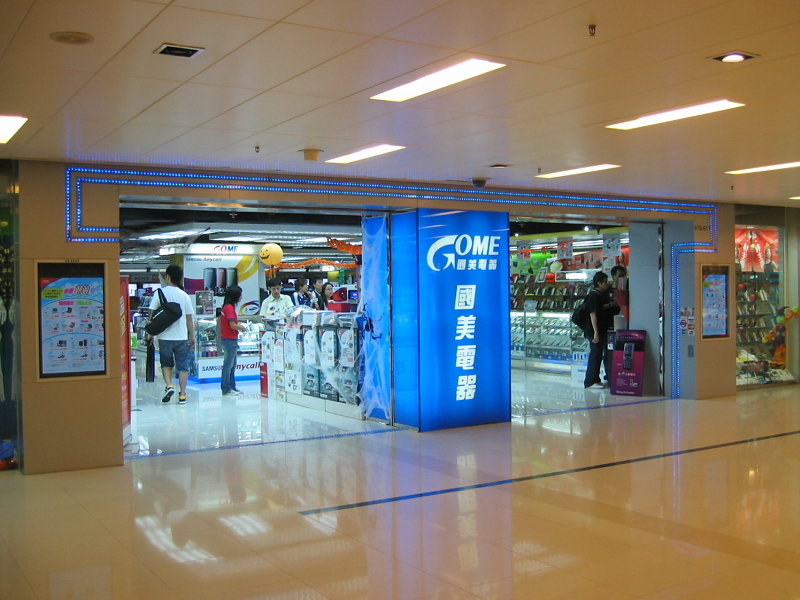
GOME
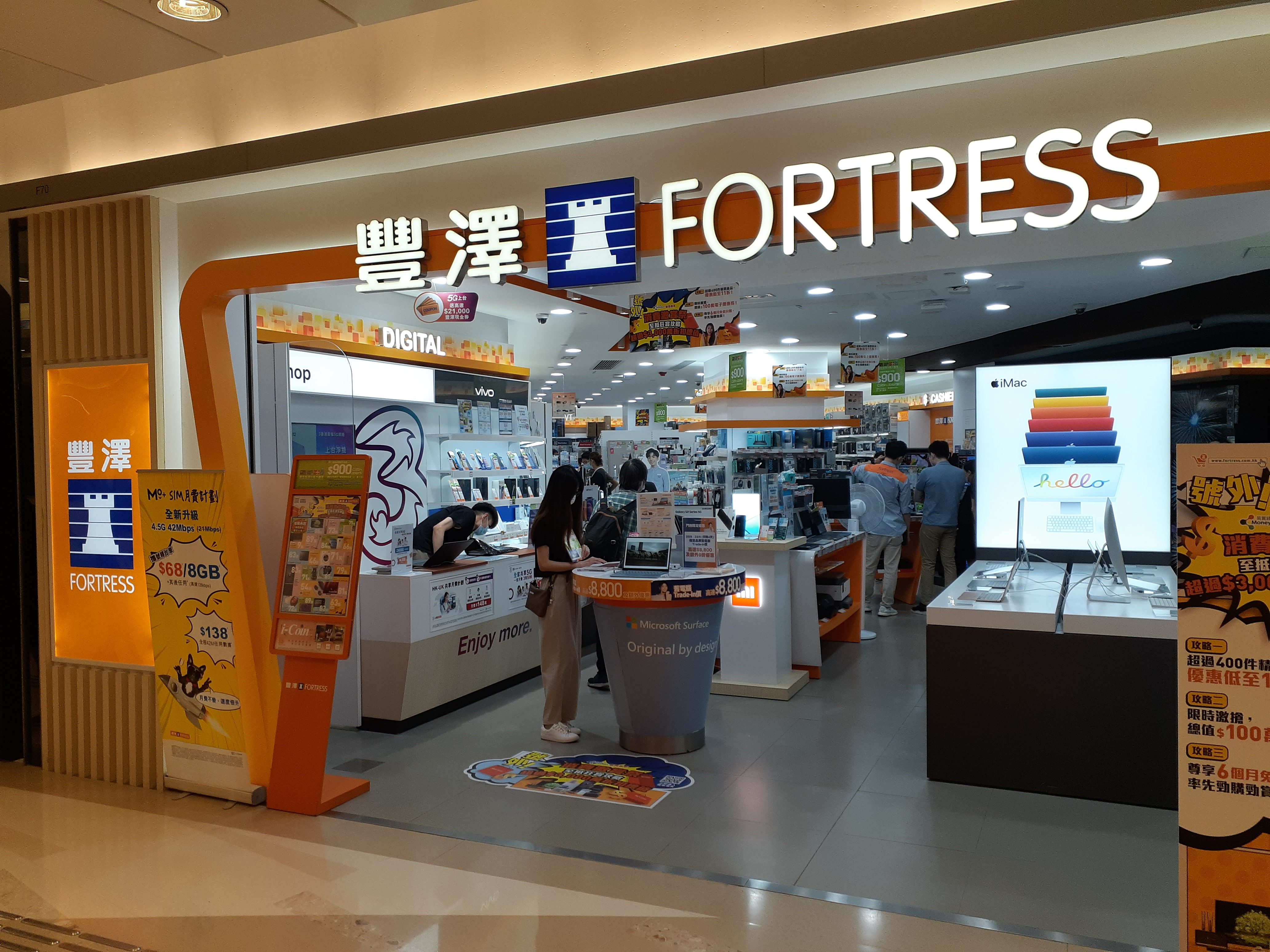
Fortress

### Магазины мебели и стройматериалов

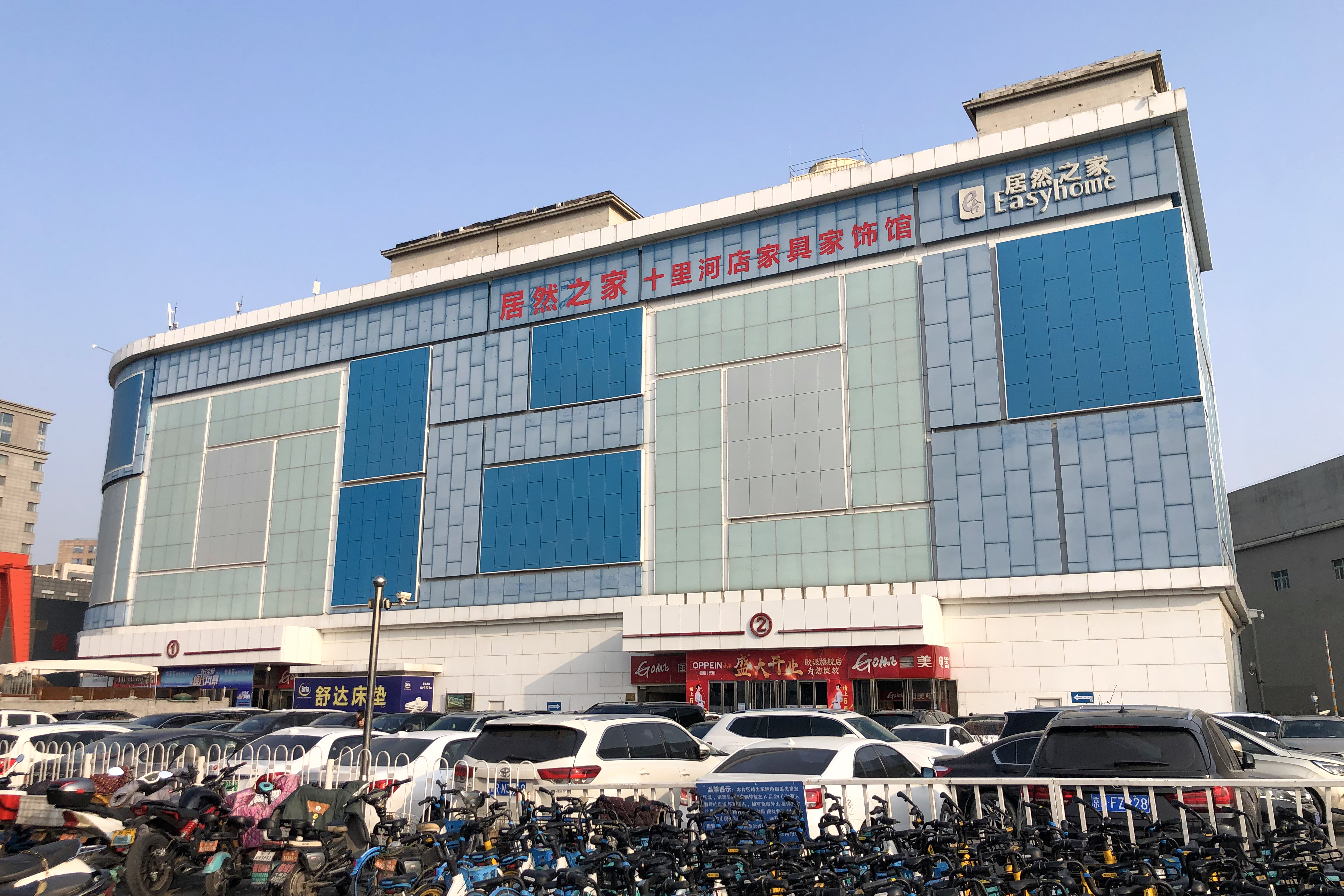
Магазин Easyhome в Пекине

В 2020 году розничные продажи мебельных магазинов составили 159,8 млрд юаней, снизившись на 7 % в годовом исчислении. В секторе домашней мебели и товаров для дома (строительные и отделочные материалы, сантехника, посуда, домашний текстиль, шторы, осветительные приборы, моющие и чистящие средства, товары для садоводства) лидируют несколько больших сетей — китайские Red Star Macalline и Easyhome, шведская IKEA, британская B&Q, французская Leroy Merlin, за которыми следуют китайские компании поменьше — Yuexing Group, Qumei Furniture, Kuka Home Furniture, Mark Home Furniture, Shuangye Furniture.

### Аптеки

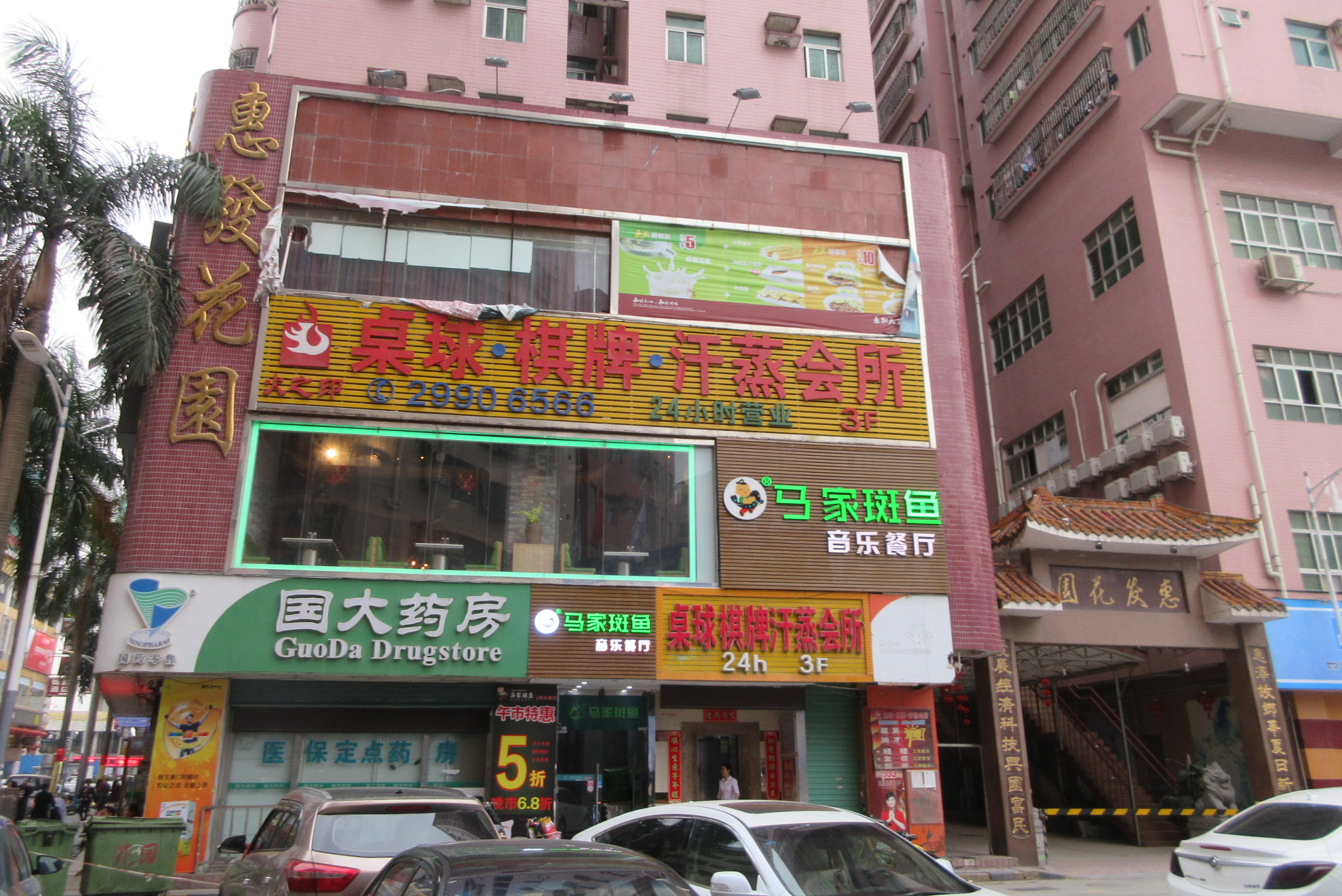
Аптека Guoda в Шэньчжэне

По состоянию на 2017 год доля сетевых аптек превышала 50 % розничного рынка лекарств. В 2018 году общий объём продаж 100 крупнейших аптечных сетей составил 143,98 млрд юаней. В 2019 году рынок фармацевтической дистрибуции составил 2,33 трлн юаней (+ 8,9 % в годовом исчислении), из которых 466 млрд юаней пришлось на рынок фармацевтической розницы (+ 9,9 % в годовом исчислении).  
На аптечном рынке Китая лидируют компании Guoda Drugstores (совместное предприятие Sinopharm Group и Walgreens Boots Alliance), LBX Pharmacy, Yixintang Pharmaceutical Group, Yifeng Pharmacy, Dashenlin Pharmaceutical Group, Beijing Tong Ren Tang, Nepstar Drugstore, Zhongyou Health, Quanyi Health, Xi’an Yikang Pharmacy, Chongqing Tong Jun Ge, Yunnan Jianzhijia Health, JD Health, Shanghai Pharmaceuticals, China Resources Pharmaceutical Group и Universal Health International Group.

### Магазины ювелирных изделий и часов

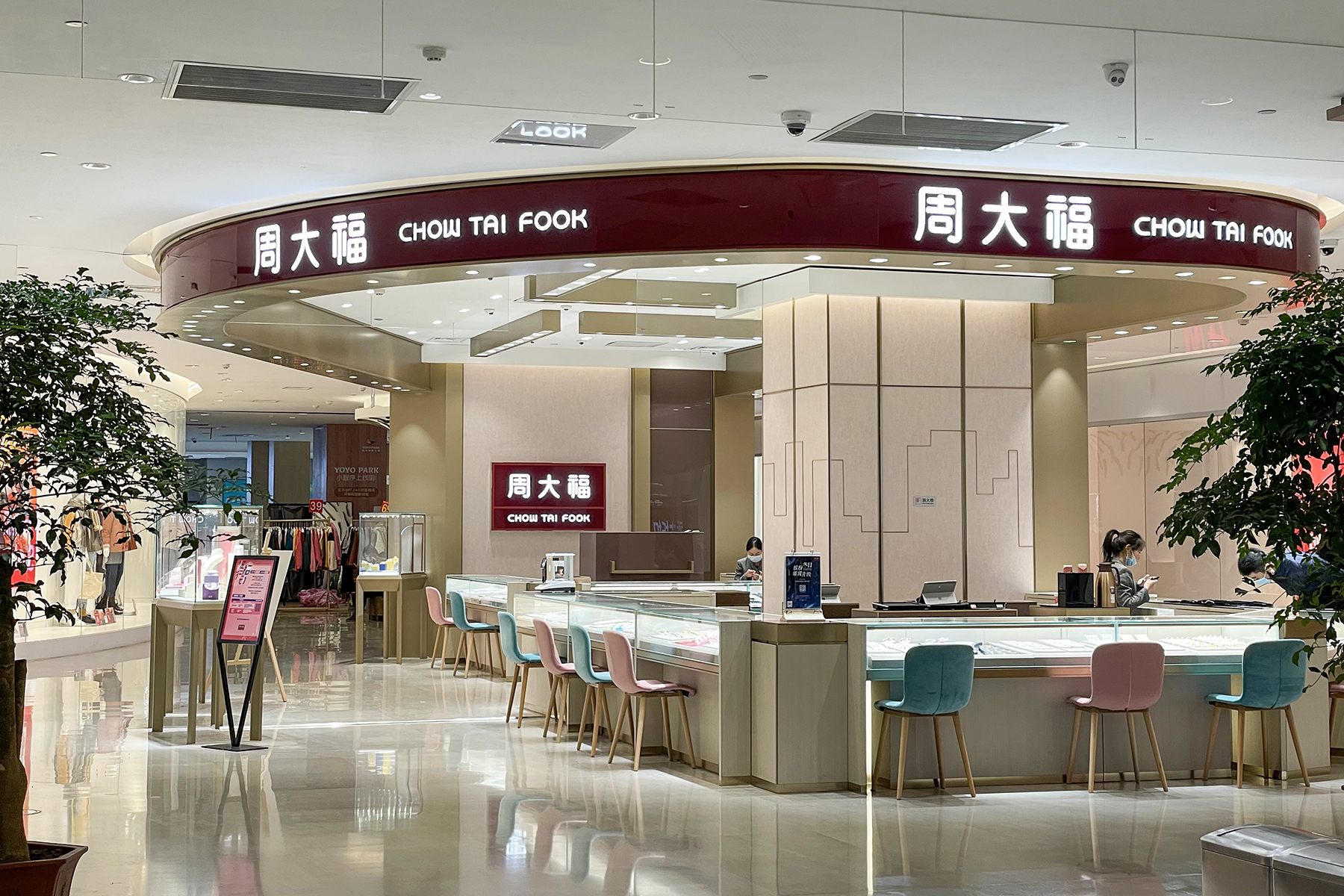
Магазин Chow Tai Fook в Чжэнчжоу

Крупнейшими сетями ювелирных и часовых магазинов на китайском рынке являются Chow Tai Fook Jewellery, Lao Feng Xiang, China Gold, Chow Sang Sang, Luk Fook Jewellery, Chow Tai Seng, Emperor Watch & Jewellery, Eastern Gold Jade, Zhejiang Ming Jewelry, Tse Sui Luen Jewellery, Kin Liu Fook Jewelry, Mokingran Jewellery Group, Kinghood Group, Caibai Jewelry, Laomiao Jewelry и Kimberlite Diamond, а также датская Pandora.

### Магазины беспошлинной торговли
Магазины дьюти-фри представлены во всех крупных аэропортах и круизных терминалах Китая, а также на курортном острове Хайнань. Крупнейшими операторами магазинов беспошлинной торговли являются China Duty Free Group и DFS Group. 
По итогам 2021 года 9,67 млн человек совершили в 10 магазинах беспошлинной торговли Хайнаня покупок на 60,173 млрд юаней (+ 84 % в годовом исчислении).

### Сети общественного питания
В Китае наиболее популярными форматами общественного питания являются сети ресторанов быстрого питания и сети кафе. В этом сегменте доминируют западные гиганты (KFC, McDonald’s, Burger King, Pizza Hut, Taco Bell, Starbucks, Subway и Five Guys), хотя постоянно растёт доля китайских (Home Original Chicken, Dicos, Real Kungfu, Wallace, Shanghai Shihao, Pala Hamburger, LEM Hamburger, Da Niang Dumpling) и японских (Ajisen Ramen, Yoshinoya) сетей. Крупнейшей ресторанной компанией материкового Китая является американская корпорация Yum China Holdings, которая управляет сетями KFC, Pizza Hut, Taco Bell, East Dawning, Little Sheep и COFFii & JOY (более 10,5 тыс. ресторанов в 2020 году). За ней следуют тайваньская корпорация Ting Hsin International Group (управляет сетью Dicos), китайские компании Haidilao (более 1,2 тыс. ресторанов) и Xiabu Xiabu (более 1,2 тыс. ресторанов), японская сеть Ajisen China (более 720 ресторанов). 
В 2020 году в Китае было зарегистрировано 2,36 млн заведений общественного питания, что на 25,5 % больше по сравнению с показателями 2019 года. В последнем квартале 2020 года открылось 700 тыс. новых предприятий питания. В 2021 году общая выручка индустрии общественного питания Китая выросла на 18,6 % в годовом исчислении и достигла 4,69 трлн юаней (736 млрд долларов США). Доля ресторанных сетей подскочила с 12,8 % в 2018 году до 15 % в 2020 году.
По состоянию на 2019 год крупнейшими сетями быстрого питания Китая были: 
- KFC
- McDonald’s
- Burger King
- Home Original Chicken
- Dicos
- Real Kungfu
- Country Style Cooking
- Ajisen Ramen
- Yonghe King
- Yoshinoya
- Mr. Lee

По состоянию на осень 2022 года количество заведений Starbucks в континентальной части Китая достигло 6 тыс. кофеен, а весной 2023 года превысило 6,2 тыс. кофеен. 
По состоянию на июнь 2023 года общее число заведений мировых брендов общественного питания в Китае превысило 30 тысяч, в первую тройку по количеству открывшихся в стране точек вошли KFC, Starbucks и McDonald’s (более 4,5 тыс. ресторанов). 

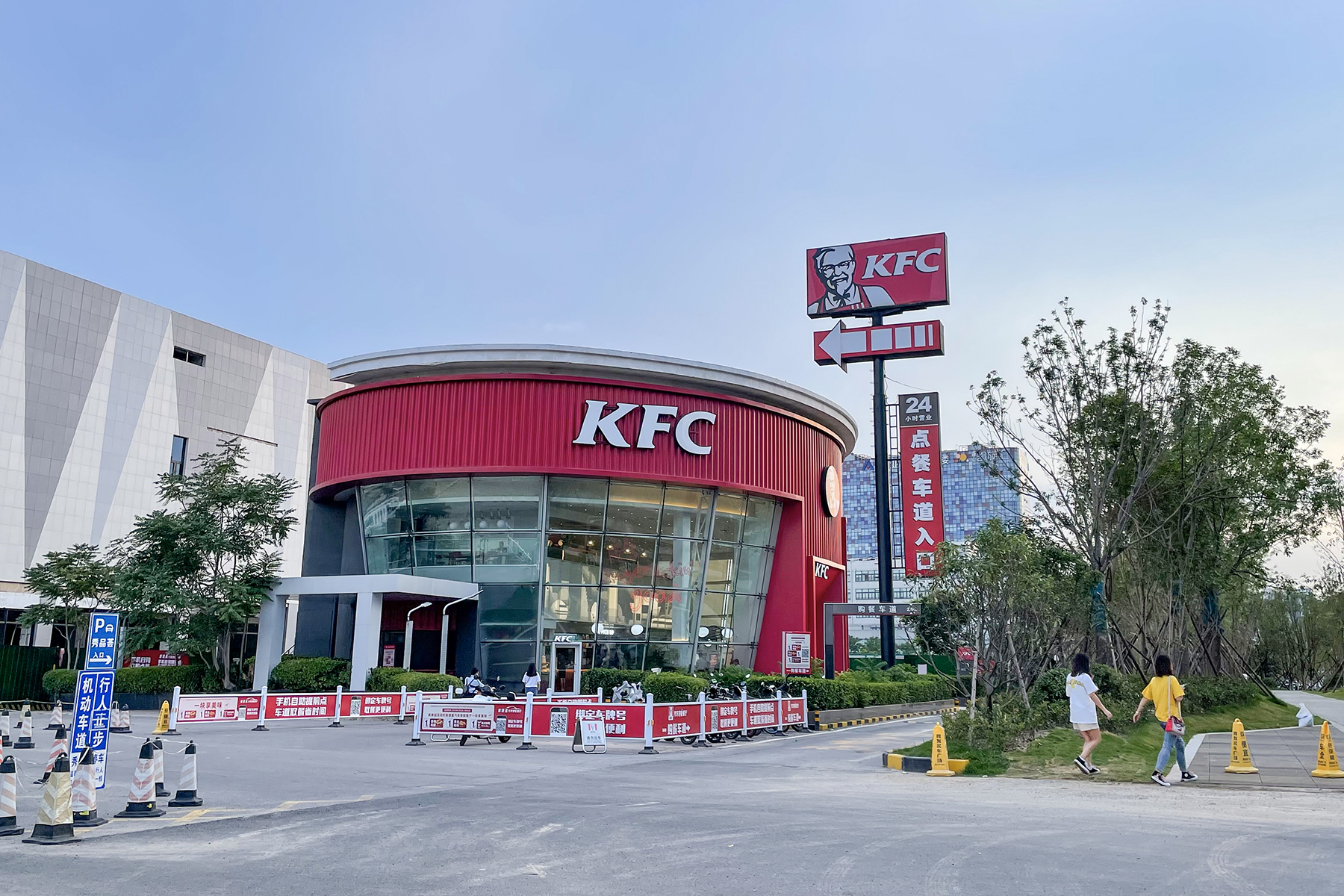
KFC
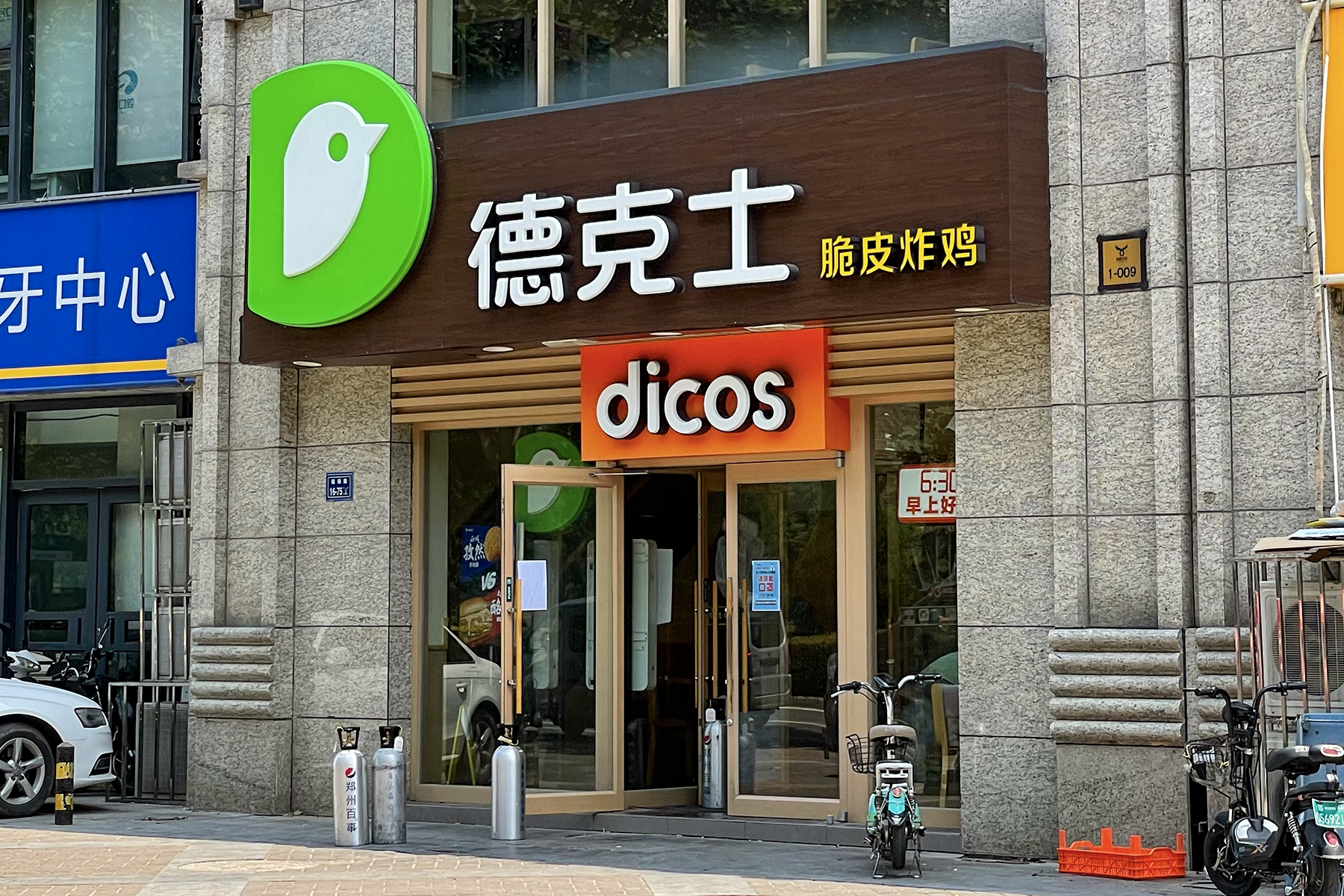
Dicos
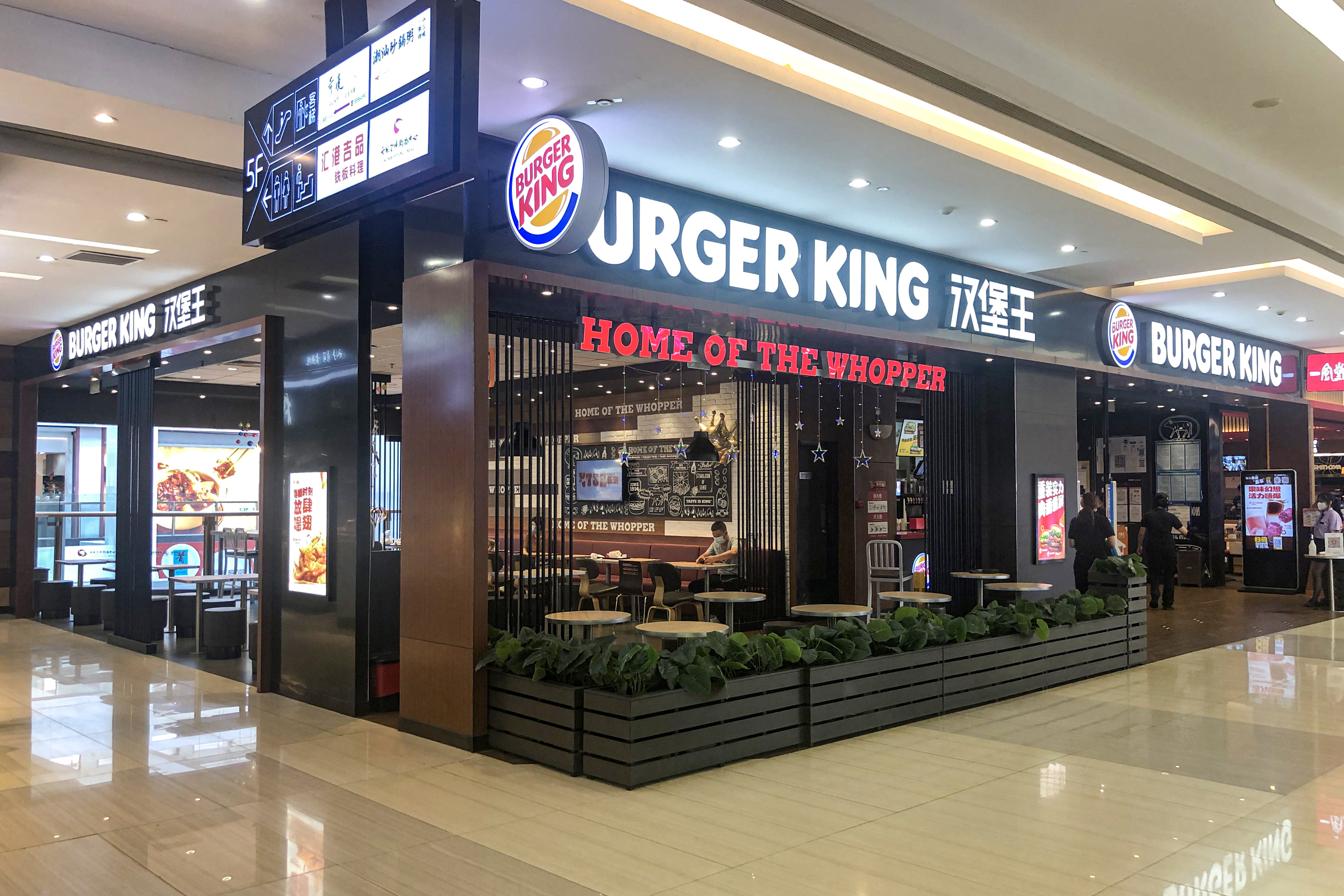
Burger King
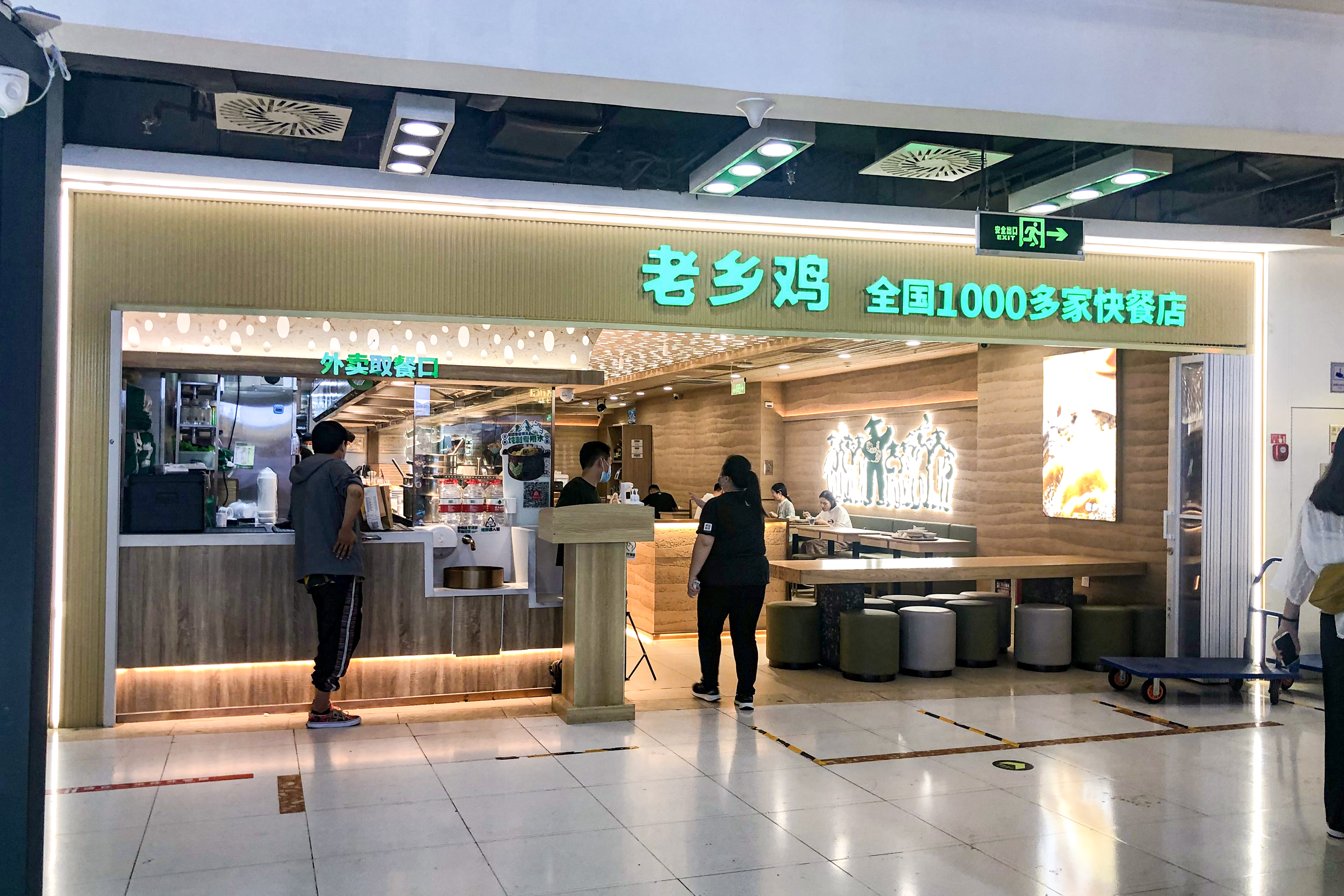
Home Original Chicken
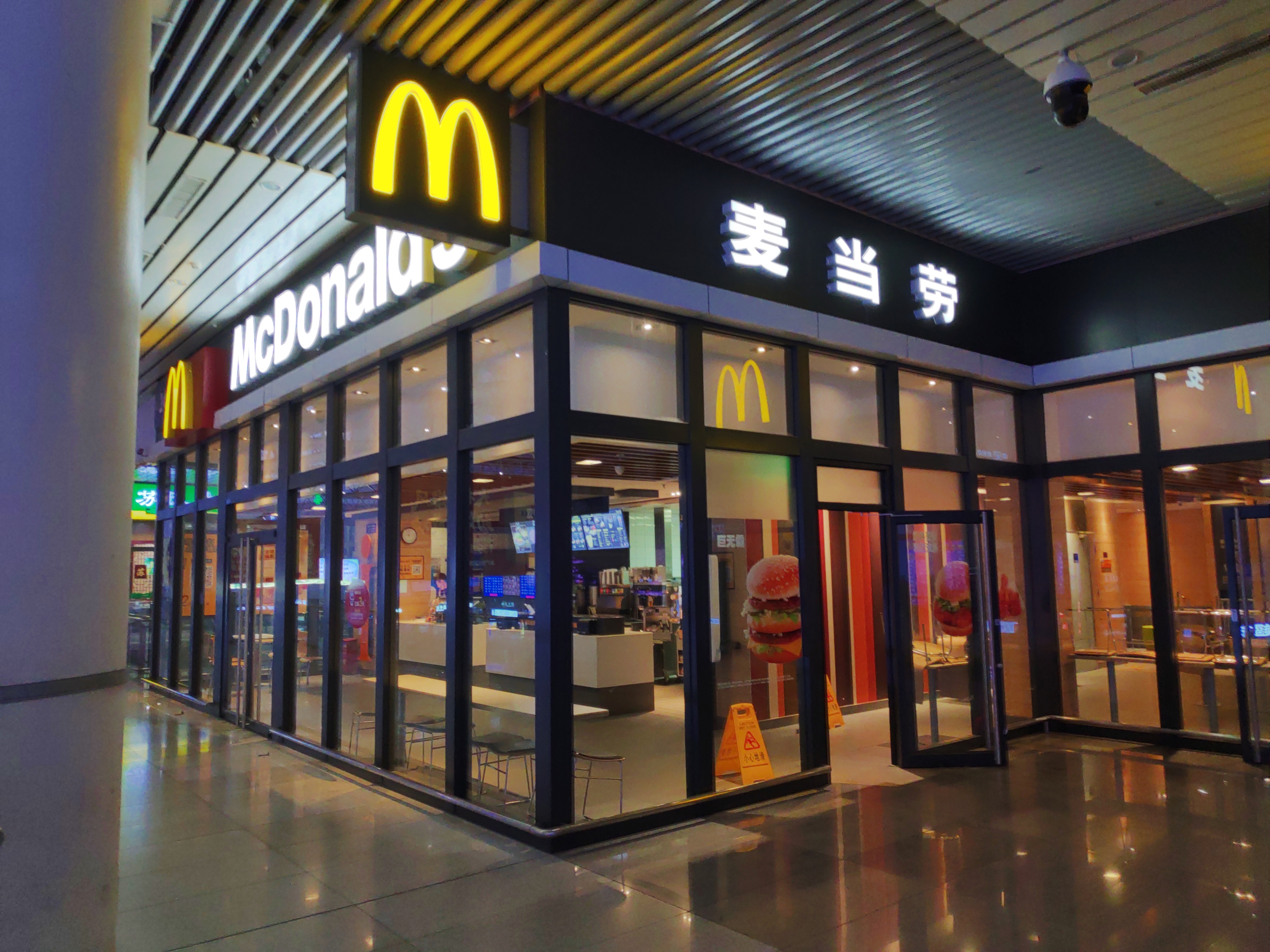
McDonald’s
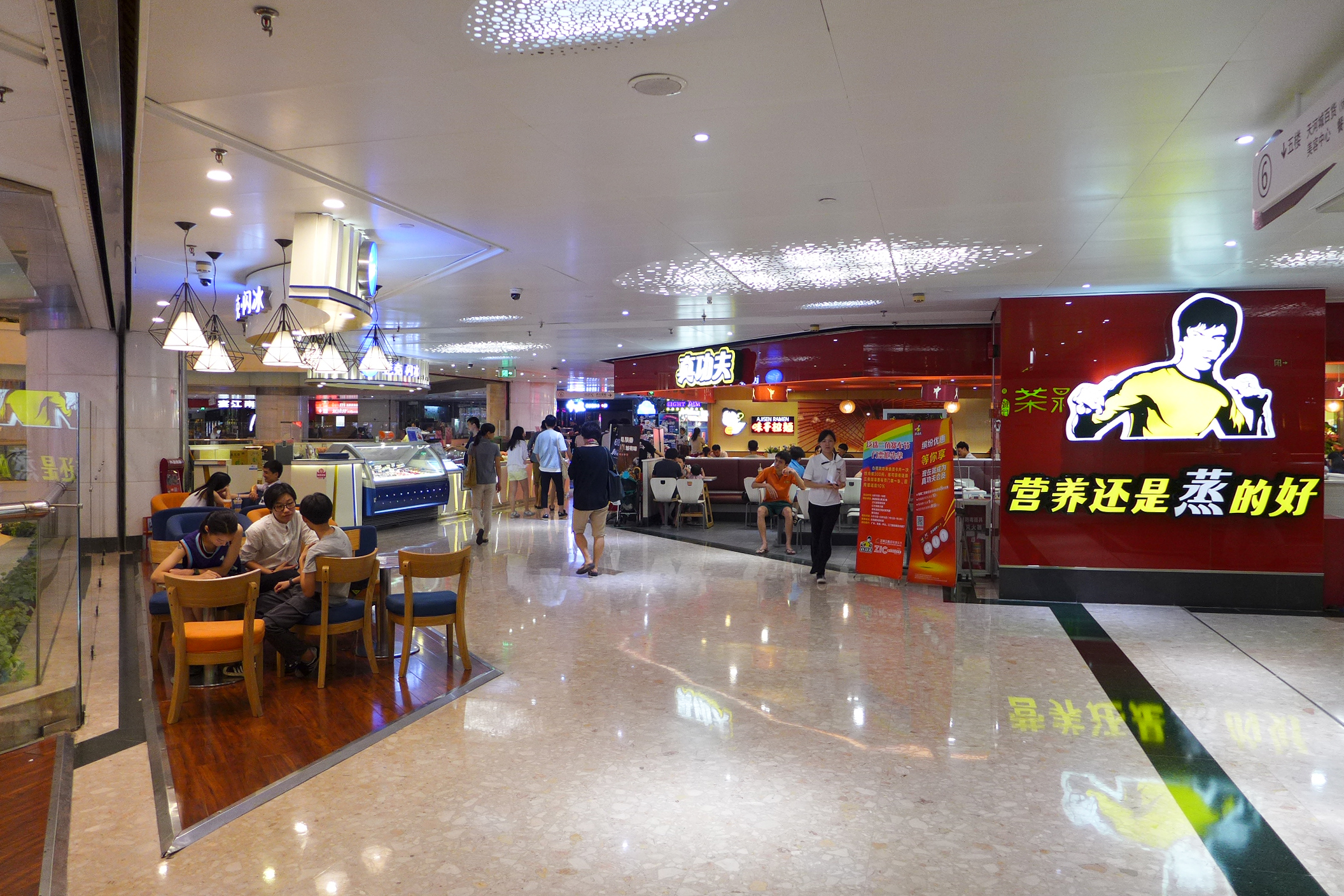
Kungfu
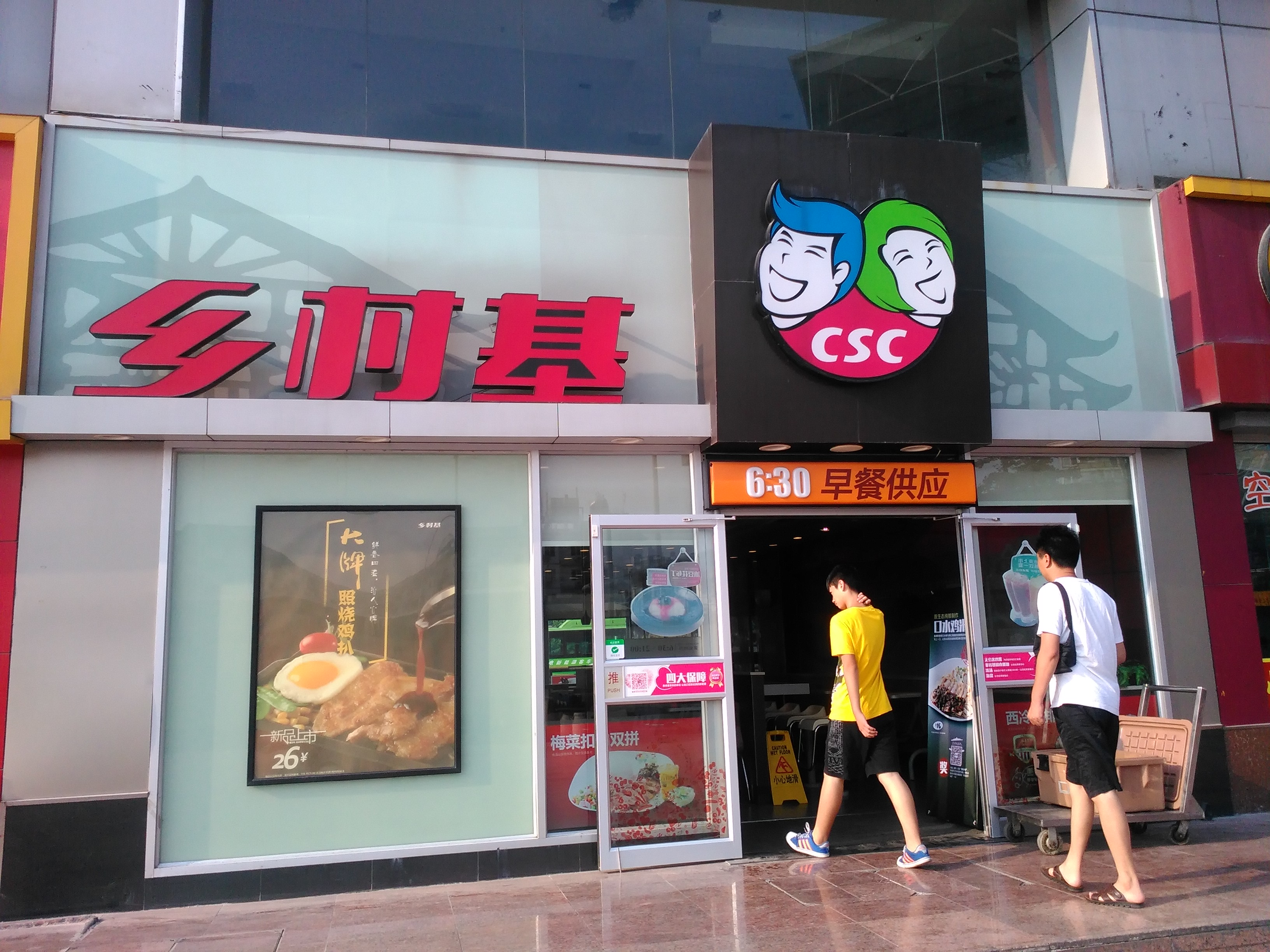
Country Style Cooking
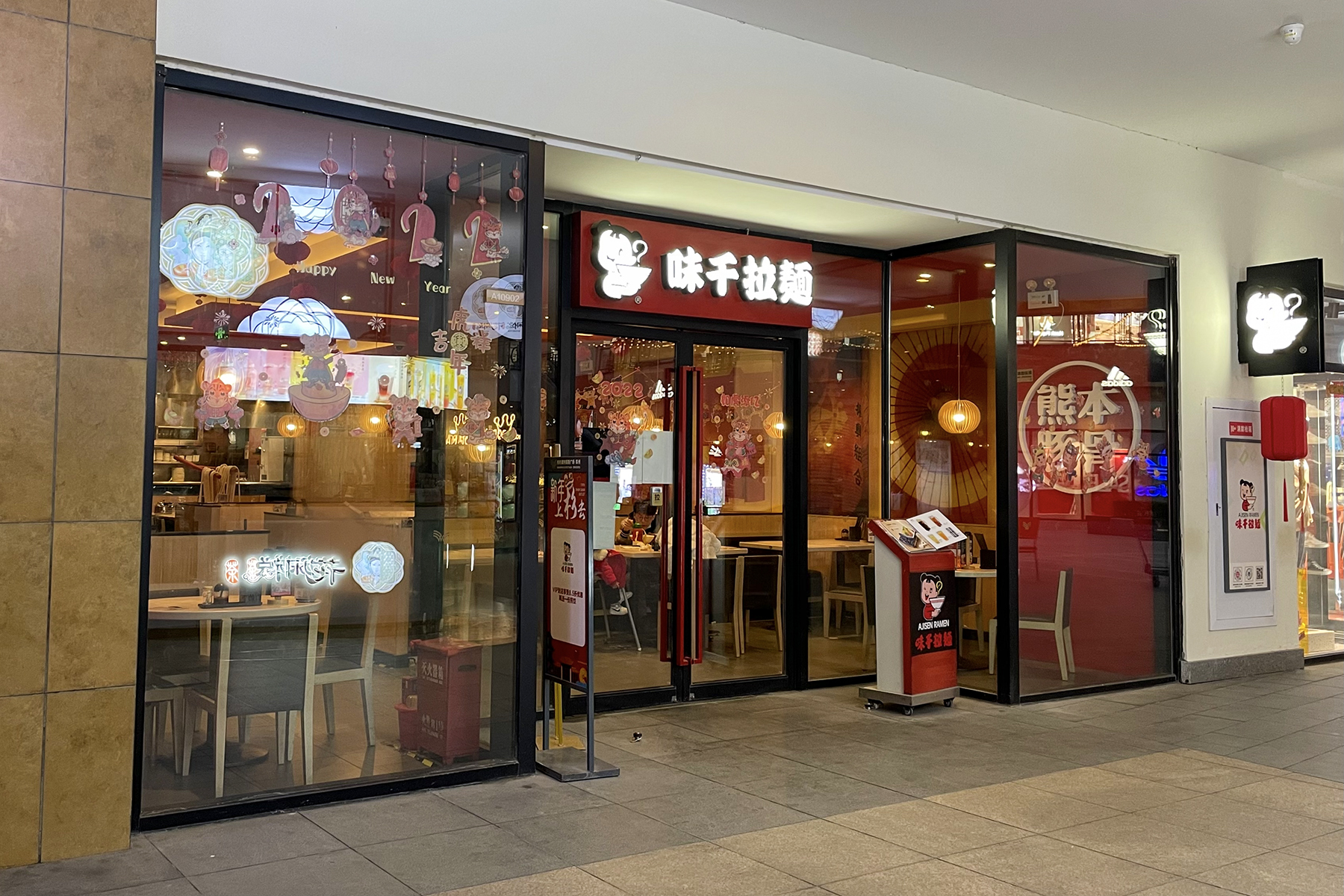
Ajisen Ramen
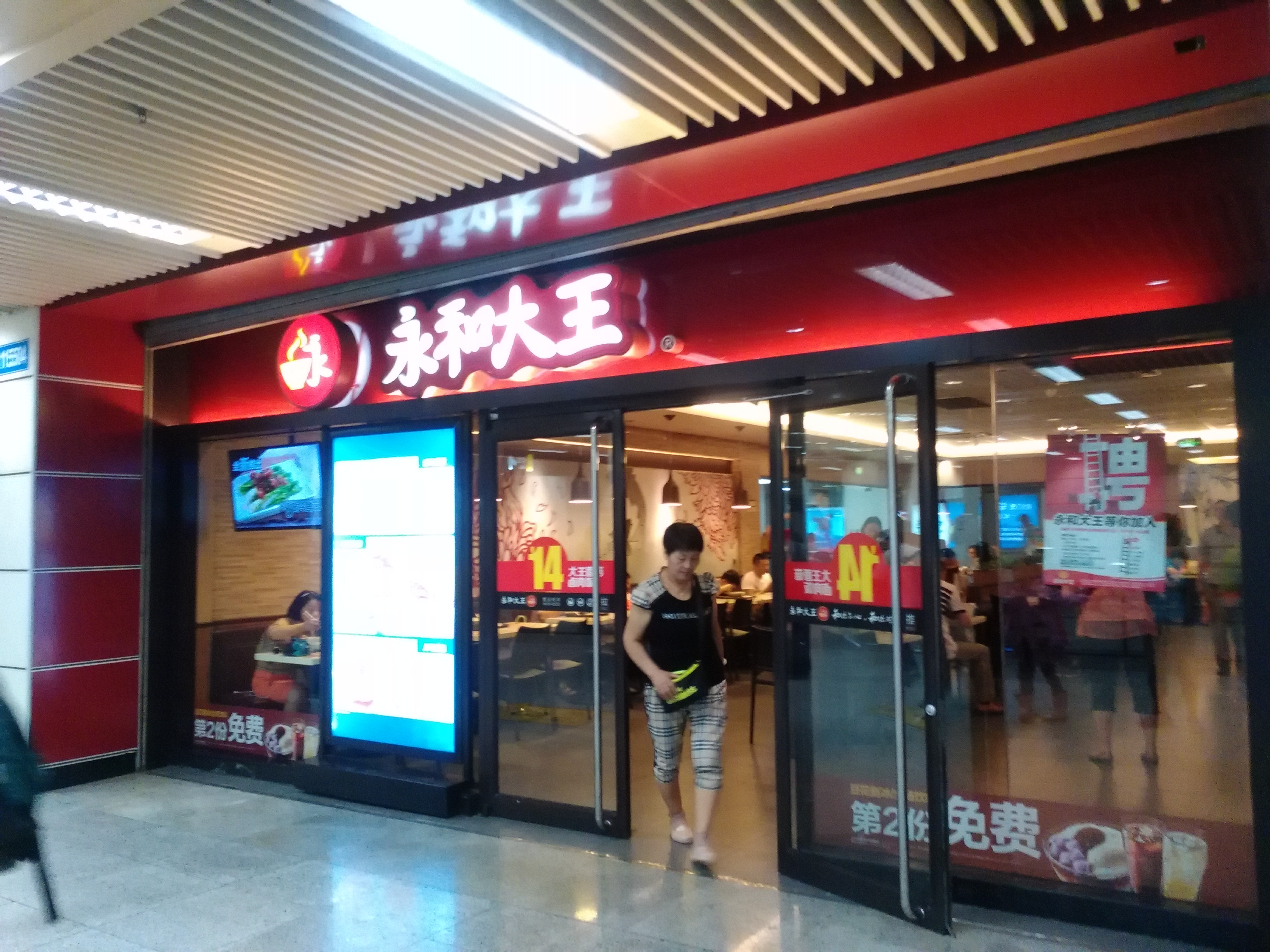
Yonghe King
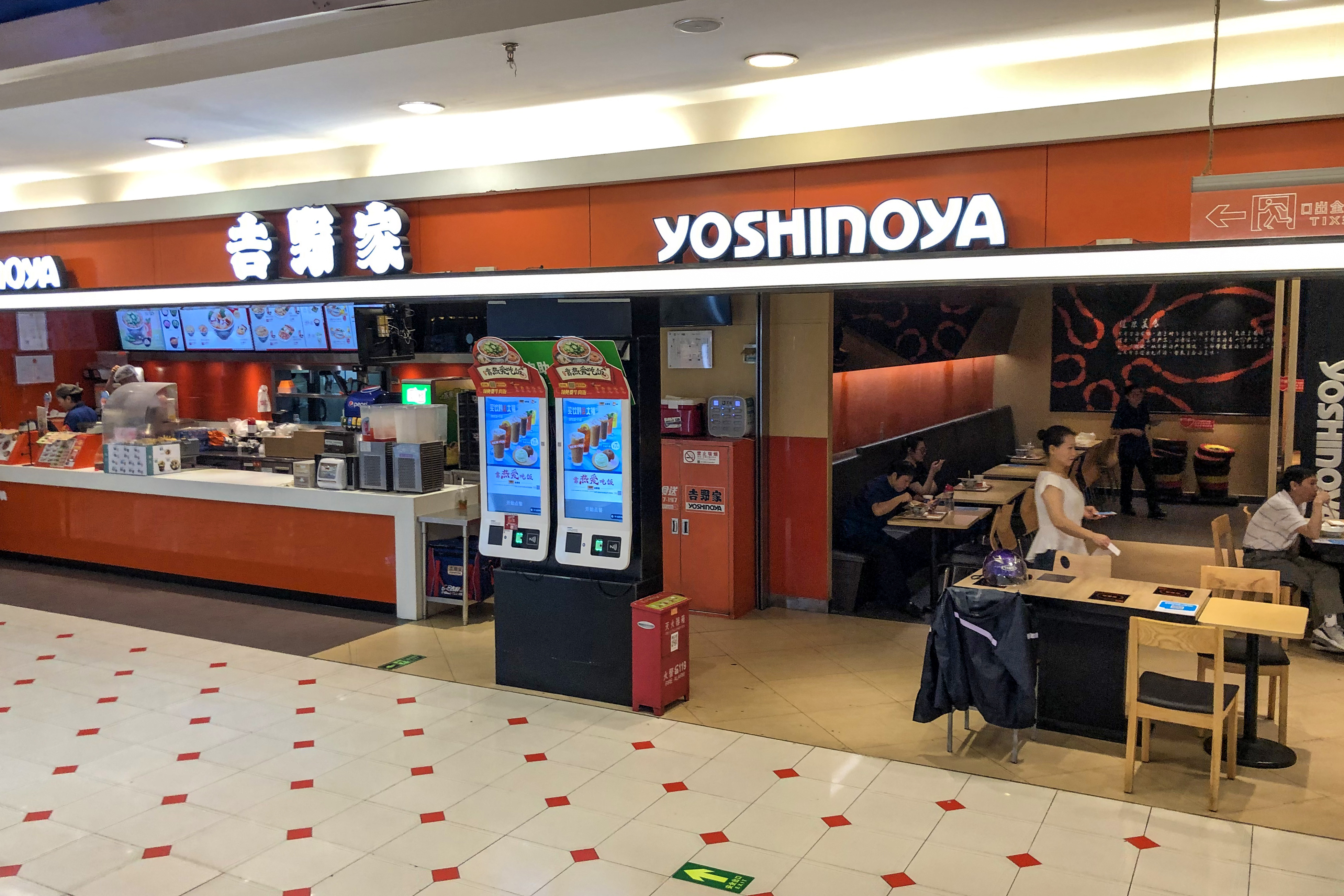
Yoshinoya
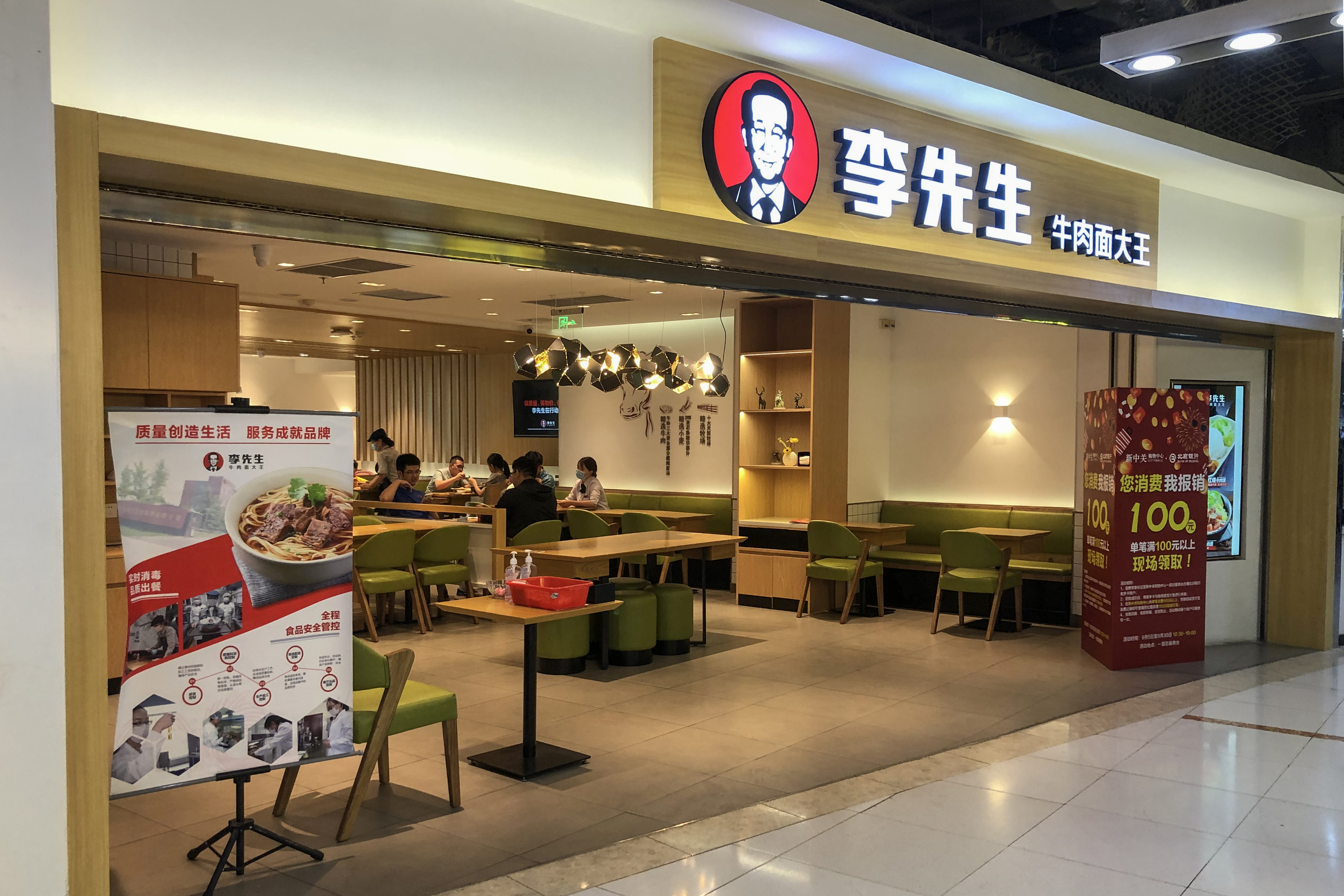
Mr. Lee
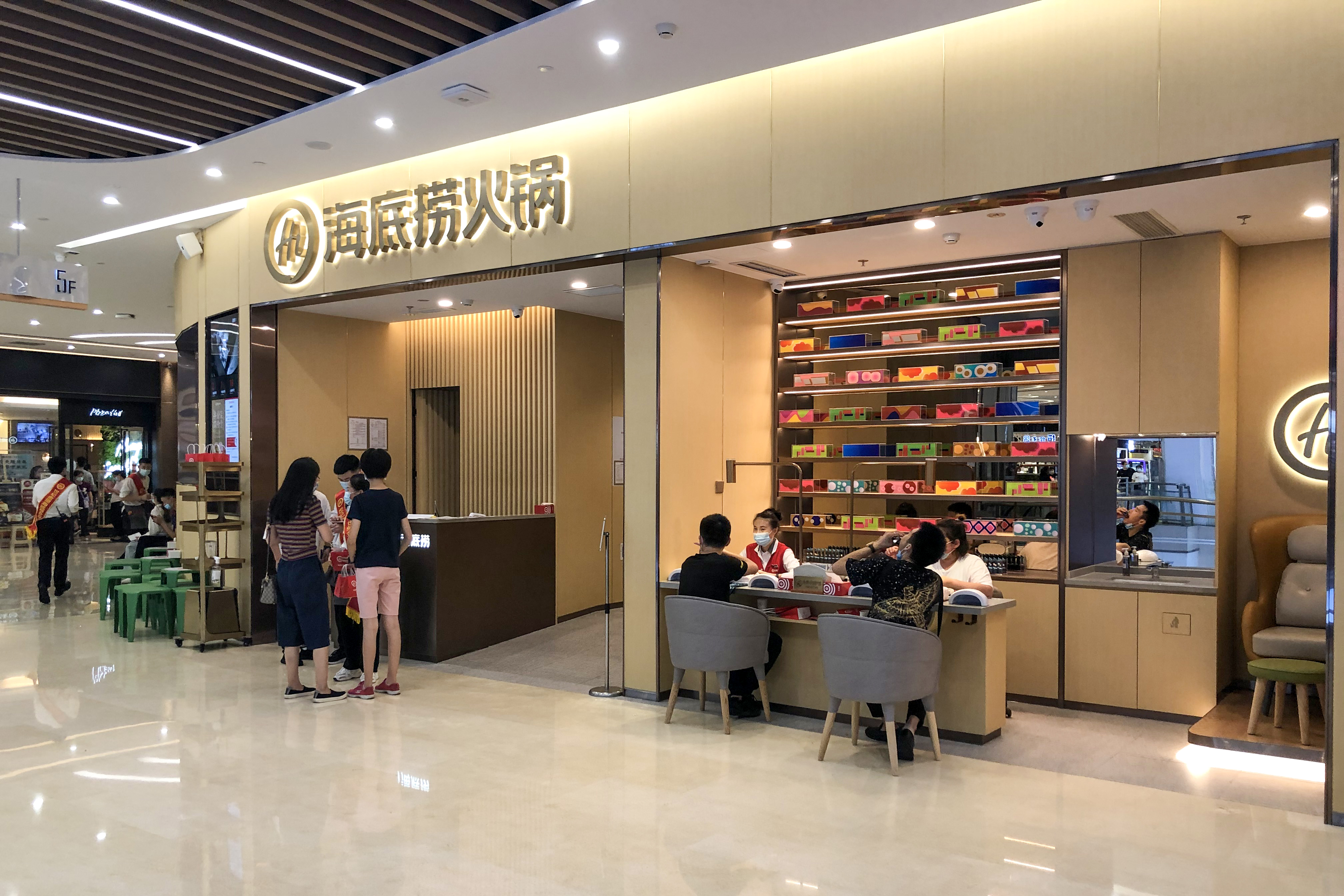
Haidilao

### Цветочные магазины
Китая является крупнейшим импортером и экспортером цветочной продукции в мире. По итогам 2021 года объем китайского рынка розничной торговли цветами достиг 220,5 млрд юаней (34,59 млрд долл. США), что на 17,5 % больше, чем в 2020 году.
В 2023 году объём розничного рынка цветов в Китае составил 216,58 млрд юаней (29,54 млрд долл. США). Из этой суммы 98,65 млрд юаней (13,46 млрд долл. США) пришлось на традиционные цветочные магазины, а 117,93 млрд юаней (16,09 млрд долл. США), или 54,5 % — на онлайн-продажи цветов.

### Онлайн-торговля
В секторе электронной коммерции доминируют такие компании, как Alibaba Group (Tmall) и JD.com, за которыми следуют игроки поменьше (Suning, Vipshop, Pinduoduo и HTD). Они развивают собственную сеть пунктов выдачи интернет-заказов, а также работают с многочисленными компаниями экспресс-доставки, которые доставляют заказы через курьеров, почтоматы или почтовые отделения. В сфере розничной интернет-торговли преобладают еда, напитки, цветы, подарки и бытовая электроника.
По итогам 2021 года объём розничных онлайн-продаж вырос на 14,1 % в годовом выражении и достиг 13,1 трлн юаней (около 1,9 трлн долл. США); объём розничных продаж товаров на онлайн-платформах возрос на 12 % и составил 24,5 % от общего объема розничных продаж потребительских товаров в стране. В 2021 году онлайн-продажи 100 крупнейших китайских предприятий розничной торговли выросли на 40 % в годовом исчислении и составили почти 100 млрд юаней (около 15 млрд долл. США), а общее количество торговых точек, принадлежащих этим предприятиям, выросло на 2,9 % в годовом исчислении до примерно 30 тыс. единиц.
По итогам 2022 года розничные онлайн-продажи в Китае выросли на 4 % в годовом исчислении и составили почти 13,8 трлн юаней (около 2 трлн долл. США). В частности, онлайн-продажи физических товаров выросли на 6,2 % в годовом исчислении, а объём розничных онлайн-продаж сельскохозяйственной продукции вырос на 9,2 % в годовом исчислении до 531,38 млрд юаней (78,58 млрд долл. США). В 2022 году объем розничных онлайн-продаж в сельских районах Китая достиг 2,17 трлн юаней, увеличившись на 3,6 % в годовом исчислении. В 2022 году общий объём онлайн-продаж бытовой техники в Китае составил 486,1 млрд юаней (70,6 млрд долл. США), увеличившись на 4,24 % в годовом исчислении. На онлайн-продажи пришлось 58,2 % от общего объема розничных продаж бытовой техники в стране.